# Alberta
Alberta é uma das dez províncias do Canadá. Com uma população estimada de 4 067 175 habitantes em 2016, Alberta é a quarta província mais populosa do país e a mais populosa das três províncias das pradarias. Sua área é de aproximadamente 660 mil quilômetros quadrados, o que torna Alberta a sexta maior subdivisão canadense por extensão territorial. Antigamente Alberta e a província vizinha, Saskatchewan, eram distritos dos Territórios do Noroeste, até que se estabeleceram como províncias em 1 de setembro de 1905.
Alberta é delimitada pelas províncias da Colúmbia Britânica a oeste e Saskatchewan a leste, pelos Territórios do Noroeste ao norte e pelo estado americano de Montana ao sul. É uma das três subdivisões canadenses que fazem fronteira apenas com um único estado dos Estados Unidos e uma das duas únicas províncias sem litoral. A província tem na maior parte de sua área um clima continental úmido e subártico, com contrastes duros ao longo do ano, no entanto a temperatura sazonal média e as oscilações são menores do que nas áreas mais a leste, pois o inverno costuma a ser aquecido por ocasionais ventos quentes que acabam trazendo um aquecimento súbito.
A capital de Alberta é Edmonton, e está próxima ao centro geográfico da província. A cidade é o principal centro de abastecimento e de serviços relacionados ao petróleo no Canadá.
A cerca de 290 quilômetros ao sul da capital, encontra-se Calgary, a maior cidade de Alberta, e também a terceira maior cidade do Canadá. De acordo com o censo populacional, as regiões metropolitanas de Calgary e de Edmonton são as duas áreas metropolitanas mais populosas da província, ambas com populações superiores a um milhão.
Os destinos turísticos da província incluem Banff, Canmore, Drumheller, Jasper, o Lago Sylvan e o Lago Louise.

## Etimologia
Alberta foi nomeada em homenagem a princesa Louise Caroline Alberta (1848–1939), a quarta filha da rainha Vitória do Reino Unido e do príncipe-consorte Alberto de Saxe-Coburgo-Gota. A princesa Louise era esposa de John Campbell, duque de Argyll e governador-geral do Canadá de 1878 a 1883.
O nome "Alberta" é a forma latina feminina do nome Albert (cf. Albertus masculino no latim medieval) e seus cognatos germânicos, em última análise, derivados do proto-germânico Aþalaberhtaz (composto de "nobre" + "brilhante / famoso").
O Lago Louise e o Monte Alberta também foram nomeados em sua honra.

## História

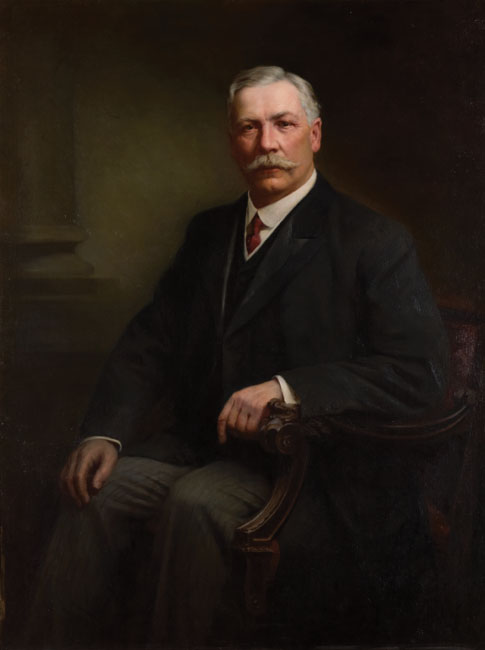
Alexander C. Rutherford, o primeiro primeiro-ministro de Alberta.

Os paleoíndios chegaram a Alberta há pelo menos 10 mil anos, no final da última era glacial. Acredita-se que eles migraram da Sibéria para o Alasca através de uma ponte de terra no Estreito de Bering e, em seguida, possivelmente desceram ao sul pelo lado leste das Montanhas Rochosas através de Alberta para colonizar as Américas. Outros podem ter migrado pela costa da Colúmbia Britânica e depois foram para o interior. Com o tempo, eles se diferenciaram em vários povos indígenas que mais tarde foram chamados de Primeiras Nações, incluindo as tribos indígenas das planícies do sul de Alberta, como as da Confederação Blackfoot e os das Planícies Cree, que geralmente viviam caçando búfalos, e as tribos mais ao norte como Woodland Cree e Chipewyan, que caçavam e pescavam para sobreviver.
Após a chegada dos britânicos no Canadá, aproximadamente metade da província de Alberta, ao sul da área de drenagem do Rio Athabasca, tornou-se parte da Terra de Rupert, que consistia em todas as terras drenadas pelos rios que desaguavam na Baía de Hudson. Esta área foi concedida por Carlos II da Inglaterra à Companhia da Baía de Hudson (HBC) em 1670, e as empresas concorrentes no ramo do comércio de pele não foram autorizadas a negociar na região.

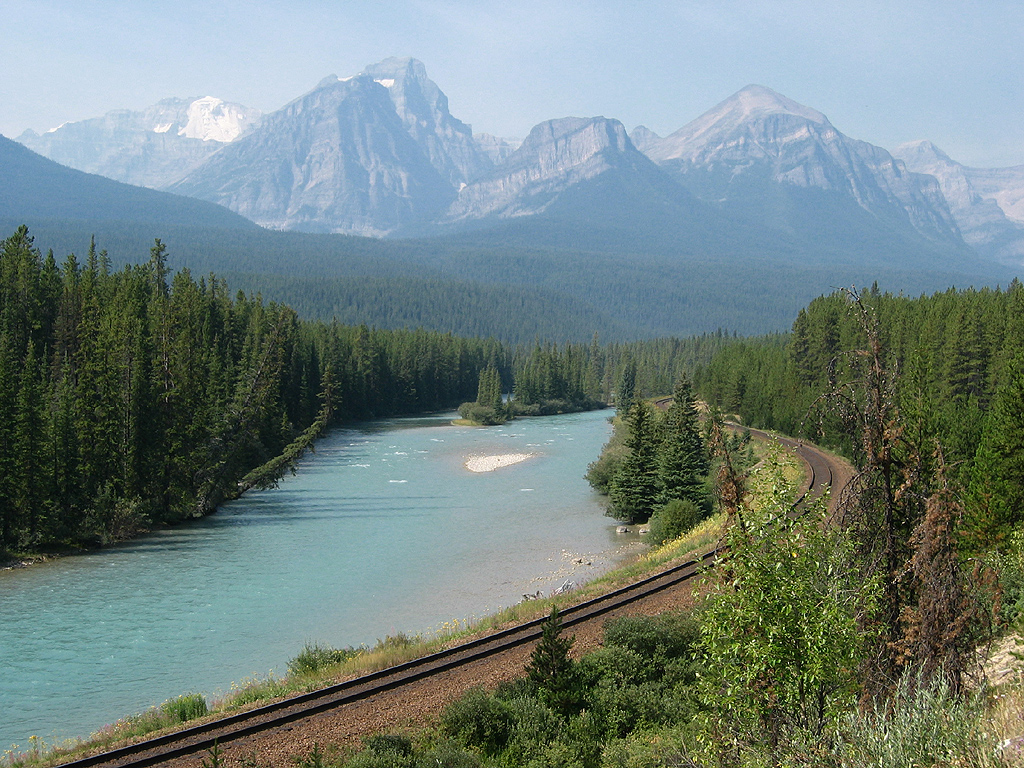
Vista da Curva de Morant ao lado do Bow Valley Parkway e do Rio Bow dentro do Parque Nacional de Banff.

O Rio Athabasca e os rios ao norte dele não estavam no território da HBC porque eles desaguavam no Oceano Ártico em vez da Baía de Hudson, eles eram o principal habitat para os animais envolvidos no comércio de pele. O primeiro explorador da região do Athabasca foi Peter Pond, que ficou sabendo de Methye Portage, local que permitia viajar dos rios do sul para os rios ao norte da Terra de Rupert. Comerciantes de pele de Montreal formaram em 1779 a Companhia do Noroeste (NWC), para competir com a HBC. A NWC ocupava a parte norte do território de Alberta. Sir Alexander Mackenzie seguiu o Rio Saskatchewan até o ponto mais ao norte perto de Edmonton, e depois seguiu a pé em direção ao norte; ele viajou pelo Rio Athabasca até chegar ao Lago Athabasca, foi lá que ele descobriu o poderoso fluxo do rio que ele nomeou em sua própria homenagem (o Rio Mackenzie), ele então seguiu viagem até chegar ao Oceano Ártico. Retornando ao Lago Athabasca, ele desceu o Rio Peace, e acabou eventualmente alcançando o Oceano Pacífico, e assim ele se tornou o primeiro europeu a atravessar o continente norte-americano até o norte do México.
O extremo sul de Alberta fazia parte do território francês (e espanhol) da Louisiana, vendido para os Estados Unidos em 1803. Em 1818, a porção da Louisiana ao norte do paralelo 42 N foi cedida à Grã-Bretanha.
O comércio de pele se expandiu até o norte, mas batalhas sangrentas ocorreram entre as rivais HBC e NWC, e em 1821 o Governo Britânico as obrigou a se fundirem para deter as hostilidades. A empresa fundida, a Companhia da Baía de Hudson, dominou o comércio em Alberta até 1870, quando o recém-formado Governo Canadense comprou a Terra de Rupert. O norte de Alberta foi inserido no Território do Noroeste até 1870, quando a Terra de Rupert se tornou os Territórios do Noroeste do Canadá.
O Distrito de Alberta foi criado como parte dos Territórios do Noroeste em 1882. À medida que os assentamentos aumentavam, eram adicionados representantes locais à Assembleia Legislativa do Noroeste. Após uma longa campanha pela autonomia, em 1905 o Distrito de Alberta foi ampliado e recebeu status de província, com a eleição de Alexander Cameron Rutherford como o primeiro primeiro-ministro. Menos de uma década depois, a Primeira Guerra Mundial apresentou desafios especiais para a nova província, uma vez que um número extraordinário de voluntários deixou relativamente poucos trabalhadores para manter os serviços e a produção. Mais de 50% dos médicos de Alberta se voluntariaram para o serviço no exterior.
Em 21 de junho de 2013, durante as inundações de Alberta em 2013, a província experimentou fortes chuvas que provocaram inundações catastróficas em grande parte da metade sul da província ao longo dos rios Bow, Elbow, Highwood, Oldman e afluentes. Uma dúzia de municípios no sul de Alberta declarou estado local de emergência à medida que o nível da água subia e numerosas comunidades foram colocadas sob ordens de evacuação.
Em 2016, um incêndio violento na região norte da província, em Fort McMurray, resultou na maior evacuação de moradores da história de Alberta, já que mais de 80 mil pessoas foram obrigadas a saírem de suas casas.

## Geografia

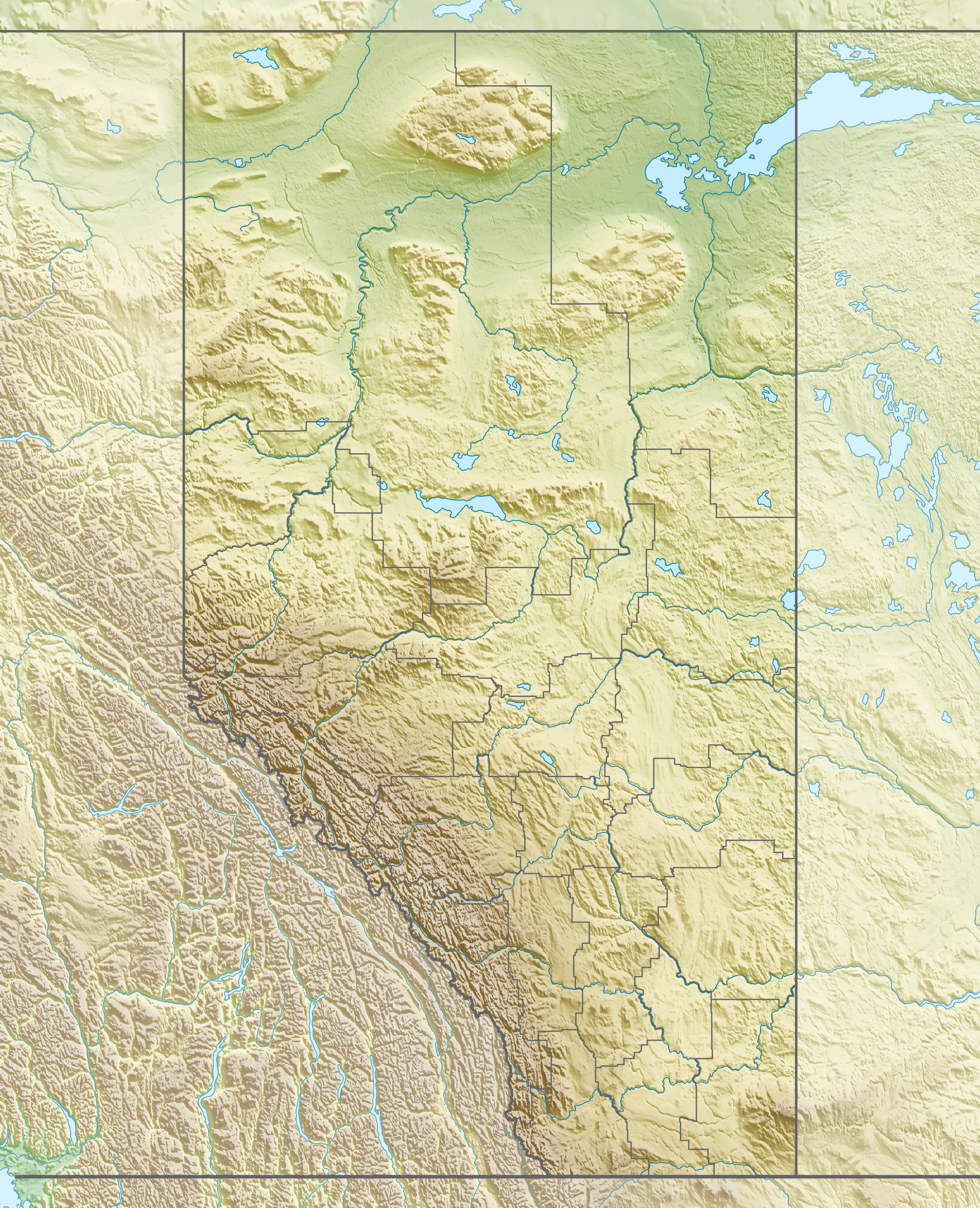
Mapa do relevo de Alberta.

Alberta, com uma área de 661 848 quilômetros quadrados, é a quarta maior província depois de Quebec, Ontário e Colúmbia Britânica.
Ao sul, a província é limitada pelo paralelo 49 N, que a separa do estado norte-americano de Montana, enquanto ao norte o paralelo 60 N a separa dos Territórios do Noroeste. No leste, o meridiano 110 W separa Alberta da província de Saskatchewan, enquanto no oeste, sua fronteira com a Colúmbia Britânica segue o meridiano 120 W dos Territórios do Noroeste ao paralelo 60 N até atingir a divisória continental nas Montanhas Rochosas, e desse ponto segue a linha dos picos que marcam a divisória continental em uma direção geralmente sudeste até atingir a fronteira com Montana no paralelo 49 N.
A província estende-se por 1 223 km de norte a sul e 660 km de leste a oeste em sua largura máxima. Seu ponto mais alto tem aproximadamente 3 747 m, é o Monte Columbia nas Montanhas Rochosas ao longo da fronteira sudoeste, enquanto seu ponto mais baixo tem 152 m, é o Rio Slave no Parque Nacional Wood Buffalo, no nordeste.
Com exceção da estepe semiárida do sudeste, a província possui bons recursos hídricos. Existem inúmeros rios e lagos utilizados para a natação, pesca e uma variedade de esportes aquáticos. Há três grandes lagos, o Lago Claire (com 1 436 km2) no Parque Nacional Wood Buffalo, o Lago Lesser Slave (1 168 km2) e o Lago Athabasca (7 898 km2), ambos em Alberta e Saskatchewan. O rio mais longo da província é o Rio Athabasca, que percorre 1 538 km do Campo de Gelo Columbia nas Montanhas Rochosas até o Lago Athabasca.
O maior rio é o Rio Peace, com um fluxo médio de 2 161 m3/s. O Rio Peace origina-se nas Montanhas Rochosas do norte da Colúmbia Britânica e flui pelo norte de Alberta e pelo Rio Slave, um afluente do Rio Mackenzie.

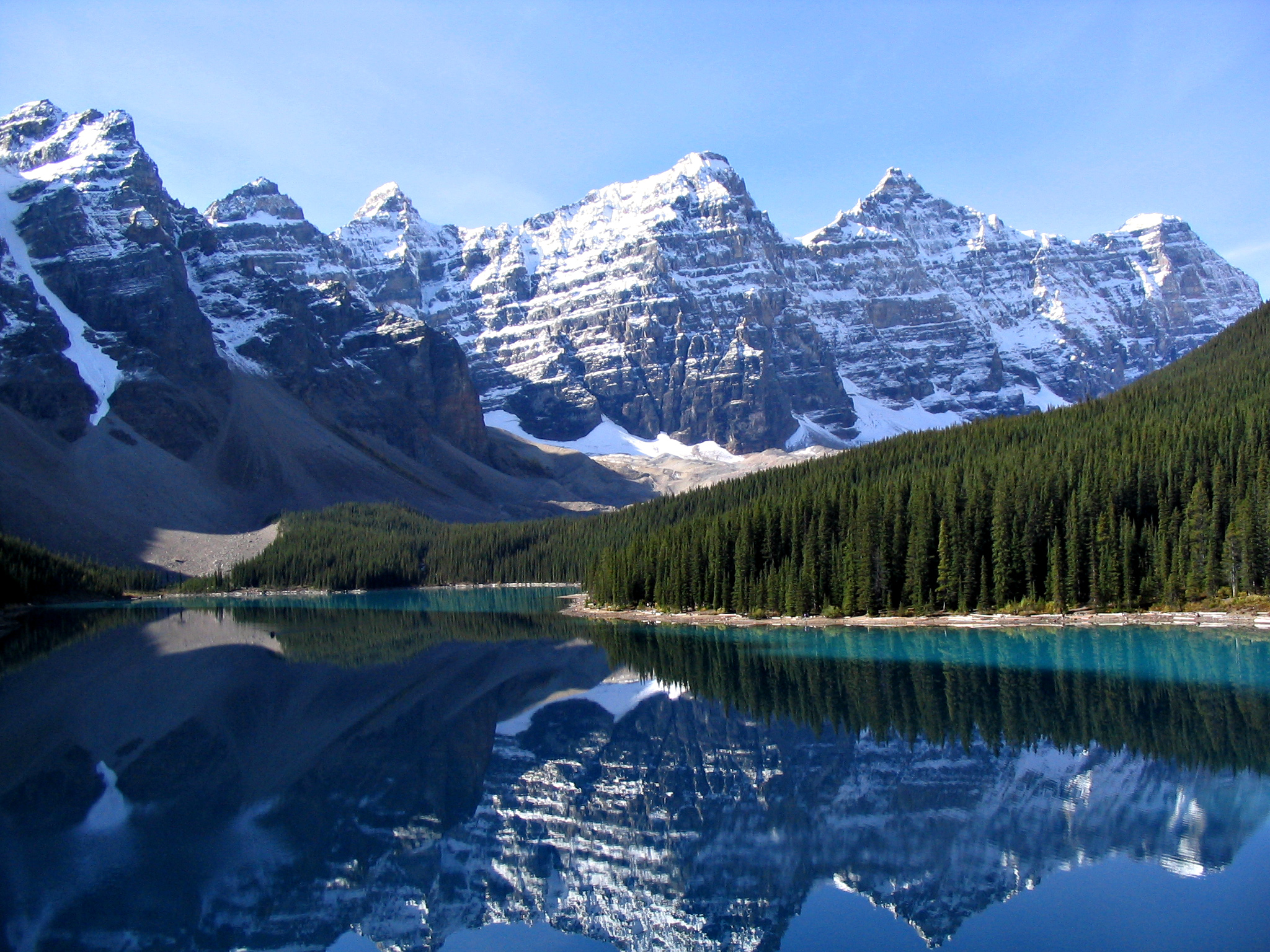
Lago Moraine, Parque Nacional Banff.

A capital de Alberta, Edmonton, está localizada no centro geográfico da província. É a cidade de grande porte mais setentrional do mundo, e serve como um portal e ponto de partida para o desenvolvimento de recursos no norte do Canadá. A região, devido à sua proximidade com os maiores campos de petróleo do Canadá, possui a maior parte da capacidade de refinarias de petróleo do oeste do país. A cidade de Calgary fica a cerca de 280 km a sul de Edmonton e a 240 km a norte de Montana. Quase 75% da população da província vive no Corredor Calgary–Edmonton. A política de concessão de terras para as ferrovias servia como meio de povoar a província em seus primeiros anos.
A maior parte da metade norte da província é coberta pela floresta boreal, enquanto as Montanhas Rochosas ao longo do limite sudoeste são amplamente florestadas. Já a parte sul da província, é coberta pelas pradarias. A região central, que se estende em um amplo arco entre as pradarias e as florestas, que vão de Calgary ao norte de Edmonton e ao leste até Lloydminster, contém os solos mais férteis da província e também a maior parte da população. Grande parte do território sem árvores de Alberta é usada tanto para a produção de grãos quanto para a produção de lacticínios, sendo a agricultura mista mais comum no norte e no centro, enquanto a pecuária e a agricultura irrigada predominam no sul.
As terras baldias de Alberta estão localizados no sudeste de Alberta, onde o Rio Red Deer atravessa as pradarias e as terras agrícolas, e possui cânions profundos e formas de relevo impressionantes. O Parque Provincial dos Dinossauros, próximo a Brooks, mostra o território baldio, a flora do deserto e os remanescentes do passado de Alberta, quando os dinossauros percorriam a paisagem exuberante.

### Clima
Alberta tem um clima continental úmido com verões quentes e invernos frios. A província está aberta aos sistemas frios que vêm do Ártico, que frequentemente produzem condições extremamente frias no inverno. À medida em que as frentes climáticas e as massas de ar mudam de norte a sul por Alberta, a temperatura pode mudar rapidamente. As massas de ar que vêm do Ártico no inverno, produzem temperaturas mínimas extremas que variam de –54 °C no norte de Alberta a –46 °C no sul de Alberta, embora as temperaturas nesses extremos sejam raras.
No verão, as massas de ar continentais produziram temperaturas máximas que variam de 32 °C nas montanhas, e mais de 40 °C no sudeste de Alberta.

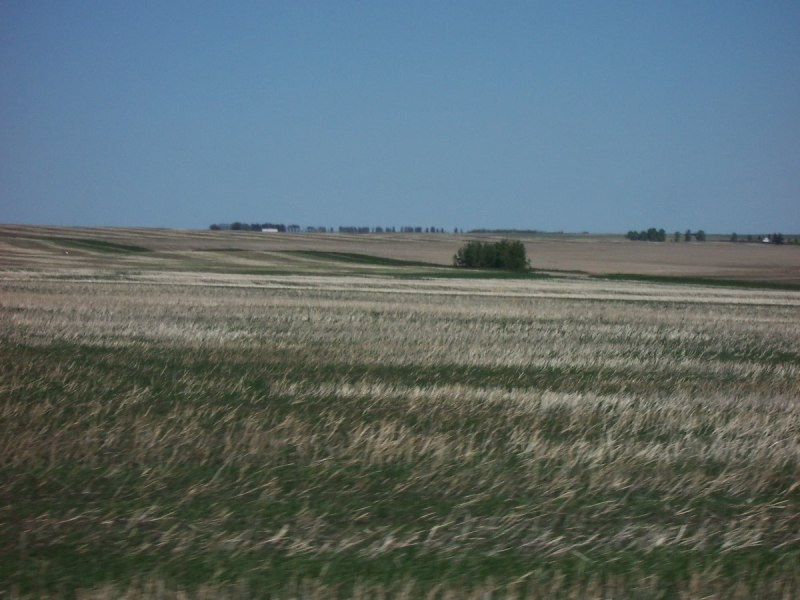
Pradarias em Alberta.

Alberta se estende por mais de 1 200 km de norte a sul, seu clima, portanto, varia consideravelmente. As altas temperaturas médias em janeiro variam de 0 °C no sudoeste a –24 °C no extremo norte. O clima também é influenciado pela presença das Montanhas Rochosas a sudoeste, que interrompem o fluxo dos ventos ocidentais predominantes e fazem com que eles deixem cair a maior parte de sua umidade nas encostas ocidentais das montanhas antes de chegar à província, lançando sombras de chuva sobre grande parte de Alberta. A localização ao norte e o isolamento dos sistemas meteorológicos do Oceano Pacífico fazem com que Alberta tenha um clima seco com pouca moderação oriunda do oceano. A precipitação anual varia de 300 mm no sudeste a 450 mm no norte, exceto nas Montanhas Rochosas, onde a precipitação total, incluindo neve, pode chegar a 600 mm por ano.
O nome da província é o homônimo ao fenômeno Alberta clipper, um tipo de tempestade de inverno intensa e rápida que geralmente se forma sobre ou perto da província e que é empurrada com grande velocidade pelo jato polar continental que desce sobre o resto do sul do Canadá até o norte os Estados Unidos.

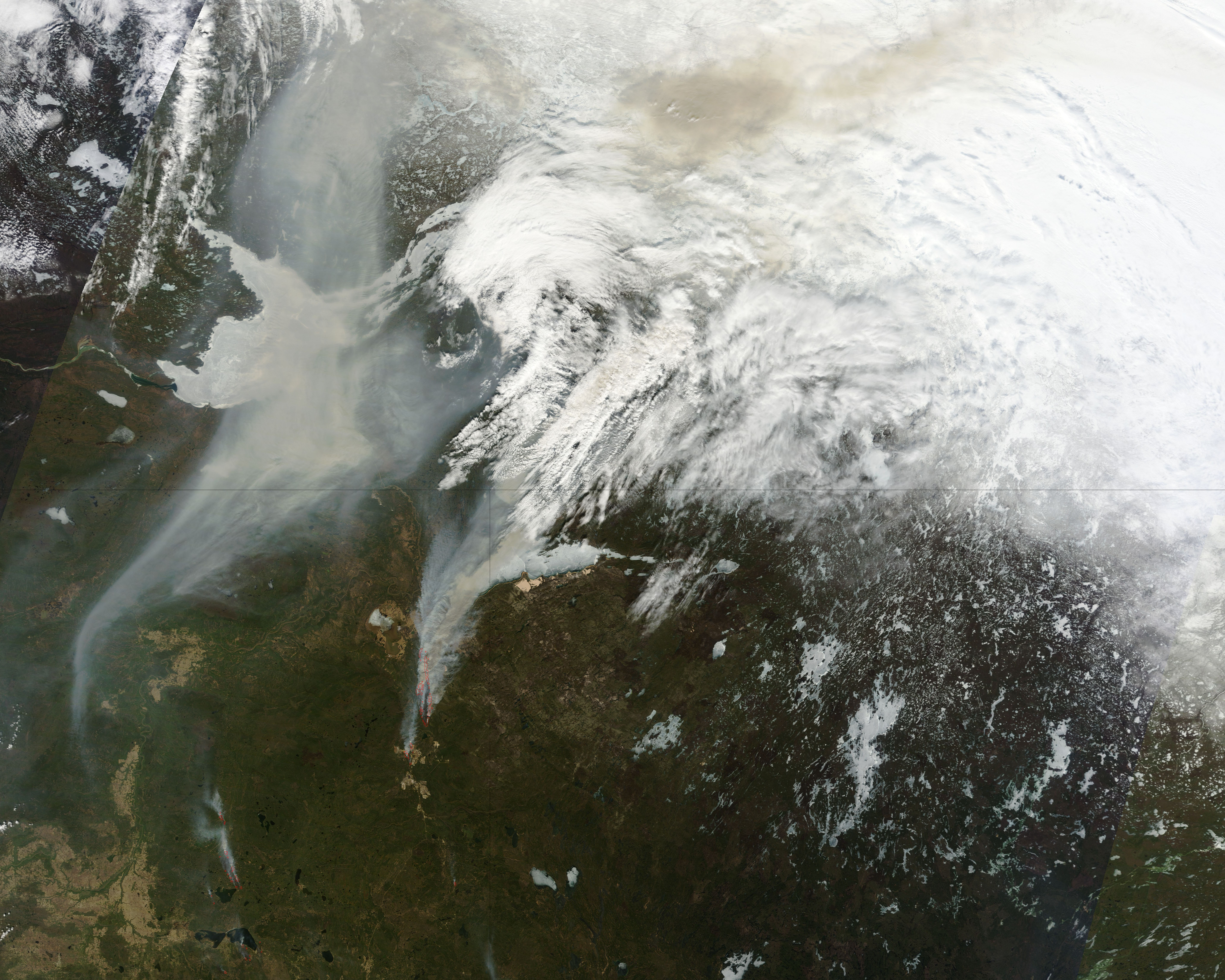
Imagem de satélite de incêndios florestais em Alberta.

No verão, as temperaturas diurnas médias variam de cerca de 21 °C nos vales das Montanhas Rochosas e no extremo norte, até cerca de 28 °C na pradaria seca do sudeste. As partes norte e oeste da província experimentam maiores chuvas e menores taxas de evaporação causadas pelas temperaturas mais frias do verão. As porções sul e centro-leste são propensas a condições semelhantes à seca que algumas vezes persistem por vários anos, embora até mesmo essas áreas possam receber fortes precipitações, às vezes resultando em inundações.

Tipos climáticos em Alberta, de acordo com a classificação climática de Köppen.

Alberta é uma província ensolarada. Os totais anuais de sol intenso variam entre 1 900 a menos de 2 600 horas por ano. O norte de Alberta recebe cerca de dezoito horas de luz do dia no verão.
No sudoeste de Alberta, os invernos frios são frequentemente interrompidos por ventos quentes e secos que sopram das montanhas, o que pode promover temperaturas bem acima do ponto de congelamento em um período muito curto. Durante um desses ventos, que foi registrado em Pincher Creek, as temperaturas subiram de –19 até 22 °C em apenas uma hora. A região em torno de Lethbridge tem a maior frequência de ventos quentes, com uma média de trinta a trinta e cinco dias desses ventos por ano. Calgary tem 56% de chance de ter um natal branco, enquanto Edmonton tem 86% de chance.
O norte de Alberta é coberto principalmente por floresta boreal e tem um clima subártico. A área agrícola do sul de Alberta tem um clima de estepe semiárido, pois a precipitação anual é menor do que a quantidade de água que evapora ou é usada para as plantas. O canto sudeste de Alberta, parte do Triângulo de Palliser, experimenta um calor maior no verão e chuvas mais reduzidas do que no resto da província e, como resultado, sofre com frequentes problemas de produção agrícola e secas severas ocasionais. O oeste de Alberta é protegido pelas montanhas e usufrui de temperaturas amenas trazidas pelos ventos quentes no inverno. A região central e partes do noroeste de Alberta, na região do Rio Peace, são, em grande parte, um bioma de transição entre a pradaria ao sul e a floresta boreal ao norte.
Depois de Saskatchewan, Alberta é a província que experimenta o maior número de tornados no Canadá, com uma média de 15 tornados verificados ao ano. Tempestades, algumas delas severas, são frequentes no verão, especialmente no centro e sul de Alberta. A região que circunda o Corredor Calgary–Edmonton é notável por ter a maior frequência de granizo no Canadá, que é causada pela orografia das Montanhas Rochosas próximas, aumentando o ciclo ascendente/descendente necessário para a formação de granizo.
| Cidade            | Região                           | Máxima diária em julho | Máxima diária em janeiro | Precipitação anual | Zona de rusticidade |
| ----------------- | -------------------------------- | ---------------------- | ------------------------ | ------------------ | ------------------- |
| Medicine Hat      | Sul de Alberta                   | 28 °C                  | −3 °C                    | 323 milímetros     | 4b                  |
| Brooks            | Sul de Alberta                   | 28 °C                  | −4 °C                    | 301 milímetros     | 4a                  |
| Lethbridge        | Sul de Alberta                   | 26 °C                  | 0 °C                     | 380 milímetros     | 4b                  |
| Fort McMurray     | Norte de Alberta                 | 24 °C                  | −12 °C                   | 419 milímetros     | 3a                  |
| Wetaskiwin        | Centro de Alberta                | 24 °C                  | −5 °C                    | 497 milímetros     | 3b                  |
| Edmonton          | Região Metropolitana de Edmonton | 23 °C                  | −6 °C                    | 456 milímetros     | 4a                  |
| Cold Lake         | Norte de Alberta                 | 23 °C                  | −10 °C                   | 421 milímetros     | 3a                  |
| Camrose           | Centro de Alberta                | 23 °C                  | −6 °C                    | 438 milímetros     | 3b                  |
| Fort Saskatchewan | Região Metropolitana de Edmonton | 23 °C                  | −7 °C                    | 455 milímetros     | 3b                  |
| Lloydminster      | Centro de Alberta                | 23 °C                  | −10 °C                   | 409 milímetros     | 3a                  |
| Red Deer          | Centro de Alberta                | 23 °C                  | −5 °C                    | 486 milímetros     | 4a                  |
| Grande Prairie    | Norte de Alberta                 | 23 °C                  | −8 °C                    | 445 milímetros     | 3b                  |
| Leduc             | Região Metropolitana de Edmonton | 23 °C                  | −6 °C                    | 446 milímetros     | 3b                  |
| Calgary           | Região de Calgary                | 23 °C                  | −1 °C                    | 419 milímetros     | 4a                  |
| Chestermere       | Região de Calgary                | 23 °C                  | −3 °C                    | 412 milímetros     | 3b                  |
| St. Albert        | Região Metropolitana de Edmonton | 22 °C                  | −6 °C                    | 466 milímetros     | 4a                  |
| Lacombe           | Centro de Alberta                | 22 °C                  | −5 °C                    | 446 milímetros     | 3b                  |

## Ecologia

### Flora

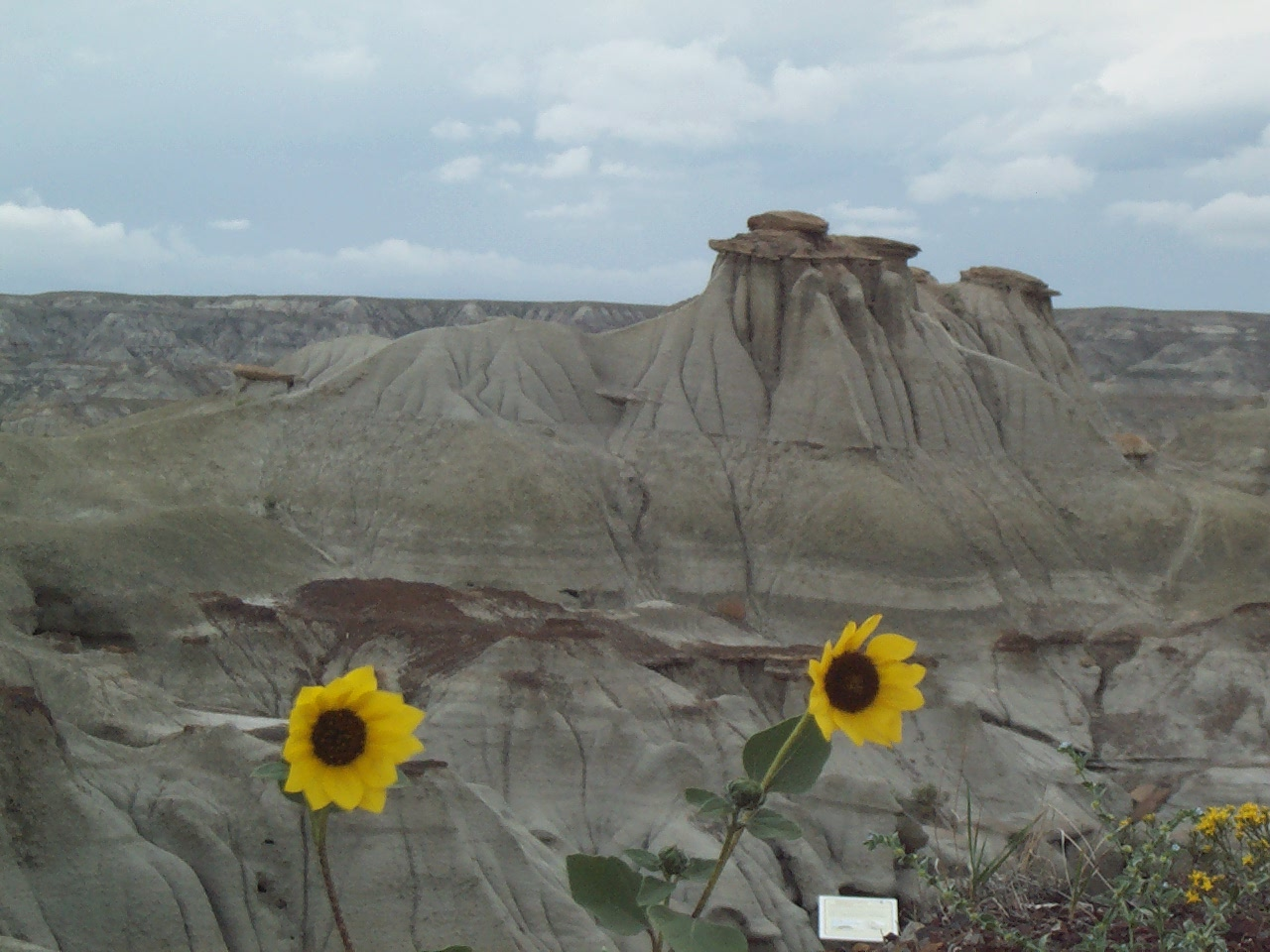
Hoodoos no parque provincial do dinossauro.

Nas regiões central e norte de Alberta, a chegada da primavera é marcada pela floração precoce da anêmona do açafrão das pradarias; esse membro da família dos ranúnculos foi registrado florando já em março, embora abril seja o mês comum para a população em geral. Outra flora da pradaria conhecida por florescer cedo são o feijão dourado e a rosa silvestre. Os membros da família do girassol florescem na pradaria nos meses de verão entre julho e setembro. As partes central e sul de Alberta são cobertas por grama curta, que seca conforme o verão se estende, e mais tarde é substituída por plantas perenes resistentes. O trevo doce amarelo e branco pode ser encontrado em todas as áreas do sul e do centro da província.
As árvores na região dos parque da província crescem em aglomerados e cinturões nas encostas. Estes são em grande o álamo, choupo e salgueiro. Muitas espécies de salgueiro e outros arbustos crescem em praticamente qualquer terreno. No lado norte do rio Saskatchewan Norte, florestas perenes prevalecem por milhares de quilômetros quadrados. O choupo de álamo, o choupo de bálsamo e a bétula de papel são as principais espécies decíduas de grande porte. As coníferas incluem o pinheiro-jaque, o pinheiro-das-montanhas-rochosas, o pinheiro-lodgepole, tanto o abeto branco como o preto, e o tamarack decíduo das coníferas.

### Fauna

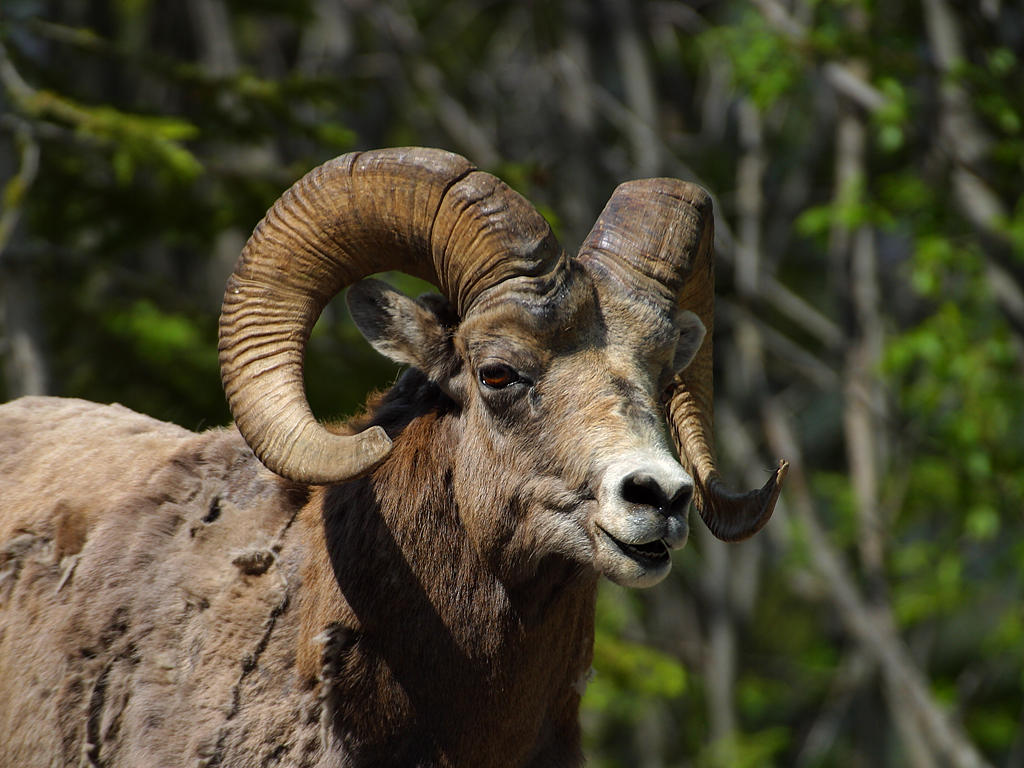
O carneiro-selvagem é o animal símbolo da província de Alberta.

As quatro regiões climáticas (alpina, floresta boreal, parques e pradarias) de Alberta abrigam muitas espécies diferentes de animais. A pradaria sul e central era o habitat do bisões, comumente conhecidos como búfalos, as gramíneas das pradarias fornecem pastagens e criadouros para milhões de búfalos. A população de búfalos foi dizimada durante a colonização inicial, mas desde então os búfalos retornaram, vivendo em fazendas e parques por toda Alberta.
Alberta é o lar de muitos grandes carnívoros. Entre eles estão os ursos pardos e os ursos negros, encontrados nas montanhas e regiões arborizadas. Carnívoros menores das famílias caninas e felinas incluem coiotes, lobos, raposas, linces, lince da montanha e leão-da-montanha, conhecido como puma.
Animais herbívoros são encontrados em toda a província. Alces, veados, alces e veados de cauda branca são encontrados nas regiões arborizadas, a antilocapra pode ser encontrado nas pradarias do sul de Alberta. Os carneiros-selvagens e as cabras da montanha vivem nas Montanhas Rochosas de Alberta. Coelhos, porcos-espinhos, gambás, esquilos e muitas espécies de roedores e répteis vivem em todos os cantos da província. Alberta é o lar de apenas uma variedade de cobra venenosa, a cascavel da pradaria.

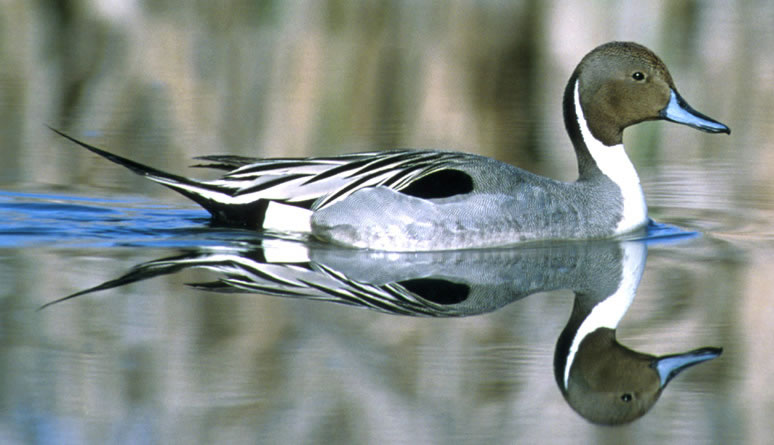
Pássaro em lagoa próxima a Edmonton.

O centro e norte de Alberta e a região mais ao norte é o local de nidificação de muitas aves migratórias. Um grande número de patos, gansos, cisnes e pelicanos chegam a Alberta toda primavera e nidificam em uma das centenas de pequenos lagos que pontilham o norte da província. Águias, falcões, corujas e corvos são abundantes, e uma enorme variedade de pequenas sementes e pássaros que comem insetos podem ser encontrados. Alberta, como outras regiões temperadas, abriga mosquitos, moscas, vespas e abelhas. Rios e lagos são preenchidos com lúcios, picões verdes, peixe branco, peixe arco-íris, salpicados, truta marrom e esturjão. O Salvelinus confluentus, nativo da província, é o peixe símbolo provincial de Alberta. As tartarugas são encontradas em alguns corpos de água na parte sul da província. Sapos e salamandras são alguns dos anfíbios cujo habitat encontra-se em Alberta.
Alberta é a única província no Canadá – bem como um dos poucos lugares no planeta – onde não existem ratos. Desde o início dos anos 1950, o governo de Alberta tem operado um programa de controle de ratos, que tem sido tão bem sucedido que apenas casos isolados de avistamentos de ratos selvagens são relatados, geralmente de ratos que chegam à província a bordo de caminhões ou transportes ferroviários. Em 2006, a Alberta Agriculture não relatou nenhum avistamento de ratos, as únicas interceptações de ratos foram de ratos domesticados que foram apreendidos de seus donos. É ilegal criar ratos em Alberta, os animais só podem ser mantidos na província por zoológicos, universidades e faculdades reconhecidas como instituições de pesquisa. Em 2009, vários ratos foram encontrados e capturados, em pequenos bolsões no sul de Alberta, colocando em risco o status de que a província é livre de ratos. Uma colônia de ratos foi posteriormente encontrada em um aterro próximo a Medicine Hat em 2012 e novamente em 2014.

## Demografia
O censo de 2016 informou que Alberta tinha uma população de 4 067 175 habitantes em 1 527 678 de seus 1 654 129 domicílios, uma variação de 11,6% em relação à população de 2011 que era de 3 645 257. Alberta tem uma área de 640 330,46 quilômetros quadrados, tem uma densidade demográfica de 6,4 por quilômetros quadrados. A Statistics Canada estimou que a província teve uma população de 4 330 206 no quarto trimestre de 2018.
Desde 2000, a população de Alberta experimentou uma taxa relativamente alta de crescimento, principalmente por causa de sua economia florescente. Entre 2003 e 2004, a província teve altas taxas de natalidade (em paridade com algumas províncias maiores como a Colúmbia Britânica), imigração relativamente alta e uma alta taxa de migração interprovincial em comparação com outras províncias. Em 2016, Alberta continuou a ter a população mais jovem entre as províncias canadenses com uma idade mediana de 36,7 anos, em comparação com a média nacional canadense que é de 41,2 anos. Também em 2016, Alberta teve a menor proporção de idosos (12,3%) entre as províncias e uma das mais altas proporções populacionais de crianças (19,2%), contribuindo ainda mais para a população jovem e crescente de Alberta.
Cerca de 81% da população vive em áreas urbanas e apenas cerca de 19% em áreas rurais. O Corredor Calgary–Edmonton é a área mais urbanizada da província e é uma das áreas mais densamente povoadas do Canadá. Muitas das cidades e vilas de Alberta experimentaram taxas muito altas de crescimento na história recente. A população de Alberta subiu de 73 022 em 1901 para 3 290 350 habitantes, de acordo com o censo de 2006.

### Línguas
O censo de 2006 constatou que o inglês, com 2 576 670 falantes nativos, era a língua materna mais comum dos residentes de Alberta, representando 79,99% da população. As outras línguas maternas mais comuns foram o chinês, com 97 275 falantes nativos (3,02%), seguida pelo alemão com 84 505 falantes nativos (2,62%) e o francês com 61 225 (1,90%).
Outras línguas maternas incluem: panjabi, com 36 320 falantes nativos (1,13%); tagalo, com 29 740 (0,92%); ucraniano, com 29 455 (0,91%); espanhol, com 29 125 (0,90%); polaco, com 21 990 (0,68%); árabe, com 20 495 (0,64%); neerlandês, com 19 980 (0,62%); e vietnamita, com 19 350 (0,60%). A língua aborígene mais comum é a cree 17 215 (0,53%). Outras línguas maternas comuns incluem o italiano com 13 095 falantes (0,41%); urdu com 11 275 (0,35%); e coreano com 10 845 (0,33%); então hindi 8 985 (0,28%); persa 7 700 (0,24%); português 7 205 (0,22%); e húngaro 6 770 (0,21%).

### Etnias
Etnias de Alberta em 2011.
Alberta possui uma considerável diversidade étnica. Em consonância com o resto do Canadá, muitos imigrantes originaram-se da Inglaterra, Escócia, Irlanda, País de Gales e França, mas grande número também veio de outras partes da Europa, especialmente da Alemanha, Ucrânia e Escandinávia. De acordo com a Statistics Canada, Alberta é o lar da segunda maior proporção (2%) de francófonos no oeste do Canadá (depois de Manitoba). Apesar disso, relativamente poucos residentes de Alberta reivindicam o francês como língua materna. Muitos dos residentes de língua francesa de Alberta vivem nas regiões central e noroeste da província.
Conforme relatado no censo de 2001, os chineses representavam quase 4% da população de Alberta, e os indianos do leste representavam mais de 2%. Ambas as cidades de Edmonton e Calgary têm chinatowns históricas, e Calgary tem a terceira maior comunidade chinesa do Canadá. A presença chinesa começou a se intensificar devido à imigração de trabalhadores contratados para o prédio da Canadian Pacific Railway na década de 1880. Os aborígenes albertanos constituem aproximadamente 3% da população.
No censo canadense de 2006, as origens étnicas mais comumente relatadas entre os morados de Alberta foram: 885 825 ingleses (27.2%); 679 705 alemães (20,9%); 667 405 canadenses (20,5%); 661 265 escoceses (20,3%); 539 160 irlandeses (16,6%); 388 210 franceses (11,9%); 332 180 ucranianos (10,2%); 172 910 holandeses (5,3%); 170 935 polacos (5,2%); 169 355 índios norte-americanos (5,2%); 144 585 noruegueses (4,4%); e 137 600 chineses (4,2%).
Entre os de origem britânica, os escoceses tiveram uma influência particularmente forte em nomes de lugares, com os nomes de muitas cidades e vilas, incluindo Calgary, Airdrie, Canmore e Banff sendo de origem escocesa.
Alberta é a terceira província mais diversificada em termos de minorias visíveis depois da Colúmbia Britânica e Ontário, com 13,9% da população composta por minorias visíveis. Mais de um terço das populações de Calgary e Edmonton pertencem a um grupo minoritário visível.

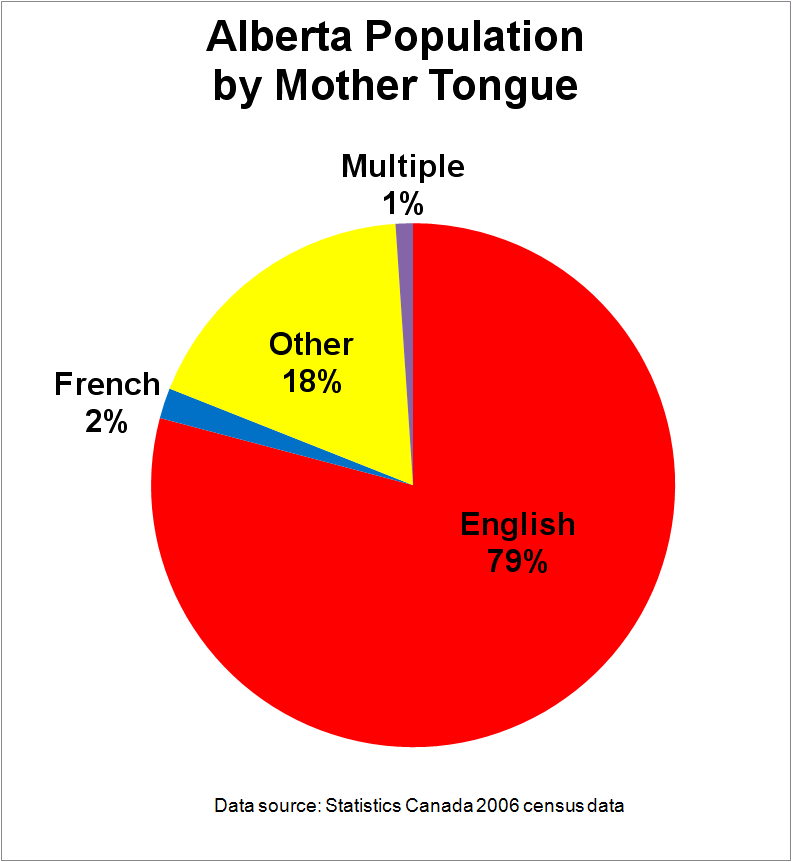
Línguas maternas presentes em Alberta.

Os povos compõem 5,8% da população, cerca de metade dos quais consistem de índios norte-americanos e a outra metade são da etnia Métis. Há também um pequeno número de pessoas inuítes em Alberta. O número de povos com identidade aborígene tem aumentado a uma taxa maior que a população de Alberta.

### Religiões

Religiões da população de Alberta em 2011.

A partir do Levantamento Nacional de Domicílios de 2011, o maior grupo religioso era católico romano, representando 24,3% da população. Alberta teve a segunda maior porcentagem de residentes não religiosos entre as províncias (depois da Colúmbia Britânica) em 31,6% da população. Do restante, 7,5% da população identificou-se como pertencente à Igreja Unida do Canadá, enquanto 3,9% eram anglicanos. Os luteranos representavam 3,3% da população, enquanto os batistas compreendiam 1,9%.
O restante pertencia a uma grande variedade de diferentes afiliações religiosas, nenhuma das quais constituía mais de 2% da população. Os membros da Igreja SUD estão principalmente concentrados no extremo sul da província. Alberta tem uma população de huteritas, uma seita anabatista comunal similar aos menonitas. Outra religião que possui uma população significativa é a Adventista do Sétimo Dia. Alberta é o lar de várias igrejas de rito bizantino como parte do legado da imigração do Leste Europeu, incluindo a Eparquia Católica Ucraniana de Edmonton, e a Igreja Ortodoxa Ucraniana da Diocese Ocidental do Canadá, que tem sede em Edmonton.
Muçulmanos, sikhs, budistas e hindus também estão em Alberta. Os muçulmanos representavam 3,2% da população, sikhs 1,5%, budistas 1,2% e hindus 1,0%. Muitos destes são imigrantes recentes, mas outros têm raízes que remontam aos primeiros colonos das pradarias. A mesquita mais antiga do Canadá, a Mesquita Al-Rashid, está localizada em Edmonton, enquanto Calgary abriga a maior mesquita do Canadá, a Mesquita Nur Baitun. Alberta é também o lar de uma população judaica em crescimento de cerca de 15 400 pessoas, que constituía 0,3% da população da província. A maioria dos judeus de Alberta vive nas regiões metropolitanas das cidades de Calgary (onde vivem 8 200 deles) e Edmonton (5 500 deles).

### Divisões censitárias
A Statistics Canada divide a província de Alberta em 19 divisões censitárias para uma melhor organização do censo na província. As divisões mais populosas são a Divisão N.º 6, onde está Calgary e onde vivem aproximadamente 1,5 milhão de pessoas, e a Divisão N.º 11, local de Edmonton e que abriga mais de 1,3 milhão de habitantes, juntas elas correspondem a aproximadamente 70% da população de Alberta. Outra divisão censitária considerável é a Divisão N.º 8, onde se encontra Red Deer e Lacombe. Ao contrário de algumas outras províncias, as divisões não refletem um nível de governo local em Alberta.

### Municípios
| Regiões Metropolitanas                  | 2011      | 2006      | 2001    | 1996    |
| --------------------------------------- | --------- | --------- | ------- | ------- |
| Calgary CMA                             | 1 214 839 | 1 079 310 | 951 395 | 821 628 |
| Edmonton CMA                            | 1 159 869 | 1 034 945 | 937 845 | 862 597 |
| Municípios urbanos (10 maiores):        | 2011      | 2006      | 2001    | 1996    |
| Calgary                                 | 1 096 833 | 988 193   | 878 866 | 768 082 |
| Edmonton                                | 812 201   | 730 372   | 666 104 | 616 306 |
| Red Deer                                | 90 564    | 82 772    | 67 707  | 60 080  |
| Lethbridge                              | 83 517    | 78 713    | 68 712  | 64 938  |
| St. Albert (incluído em Edmonton CMA)   | 61 466    | 57 719    | 53 081  | 46 888  |
| Medicine Hat                            | 60 005    | 56 997    | 51 249  | 46 783  |
| Grande Prairie                          | 55 032    | 47 076    | 36 983  | 31 353  |
| Airdrie (incluído em Calgary CMA)       | 42 564    | 28 927    | 20 382  | 15 946  |
| Spruce Grove (incluído em Edmonton CMA) | 26 171    | 19 496    | 15 983  | 14 271  |
| Okotoks                                 | 24 511    | 17 145    | 11 689  | 8 528   |

## Economia

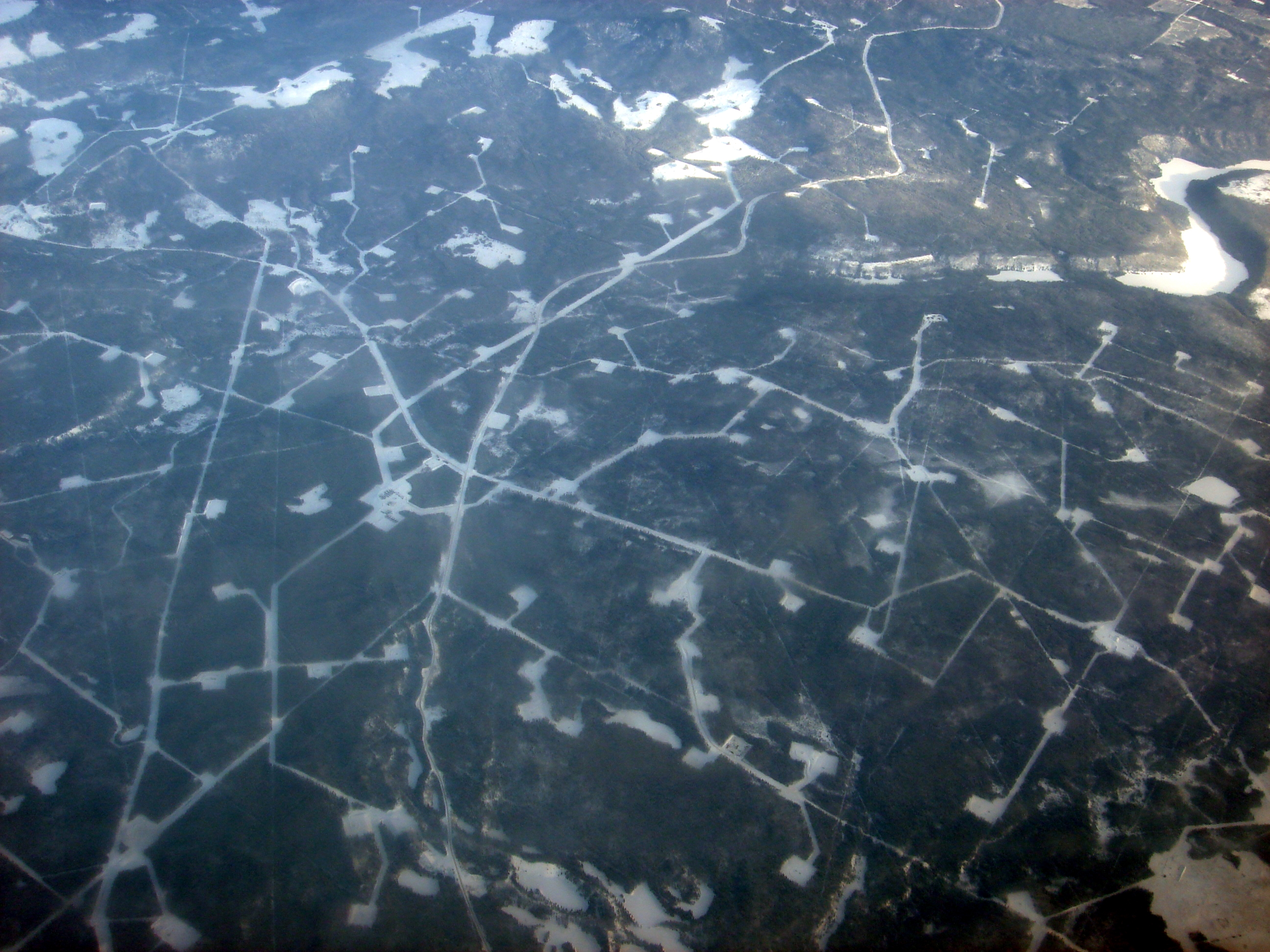
Vista aérea de arrendamentos de petróleo no campo petrolífero de Pembina no inverno.

A economia de Alberta é uma das mais fortes do mundo, apoiada pela florescente indústria petrolífera e, em menor escala, pela agricultura e tecnologia. Em 2013, o PIB per capita de Alberta excedeu o dos Estados Unidos, Noruega e Suíça, e foi superior ao de qualquer outra província canadense em C$ 84 390. Isso foi 56% maior que a média nacional de C$ 53 870 dólares e mais que o dobro da renda per capita de algumas das Províncias do Atlântico.  Em 2006, a divergência da média nacional foi a maior para qualquer província na história do Canadá. De acordo com o censo de 2006, a media da renda familiar anual após os impostos foi de $ 70 986 em Alberta (em comparação com $ 60 270 no Canadá como um todo). Em 2014, Alberta tinha a segunda maior economia do Canadá depois de Ontário, com um PIB superior a C$ 376 bilhões.
A dívida em relação ao PIB em Alberta deverá atingir 11,4% no ano fiscal de 2019–2020, em comparação com uma taxa excedentária de 13,4% do PIB em 2009–2010.
O Corredor Calgary–Edmonton é a região mais urbanizada da província e uma das mais densas do Canadá. A região abrange uma distância de aproximadamente 400 quilômetros de norte a sul. Em 2001, a população do Corredor Calgary–Edmonton era de 2,15 milhões (72% da população de Alberta). É também uma das regiões que mais crescem no país. Um estudo de 2003 do TD Bank Financial Group considerou o Corredor Calgary–Edmonton o único centro urbano canadense a acumular um nível de riqueza superior ao dos Estados Unidos, mantendo uma qualidade de vida no estilo canadense, oferecendo benefícios universais de assistência médica. O estudo descobriu que o PIB per capita no Corredor Calgary–Edmonton era 10% superior à média das regiões metropolitanas dos Estados Unidos e 40% superior a das outras cidades canadenses naquela época.

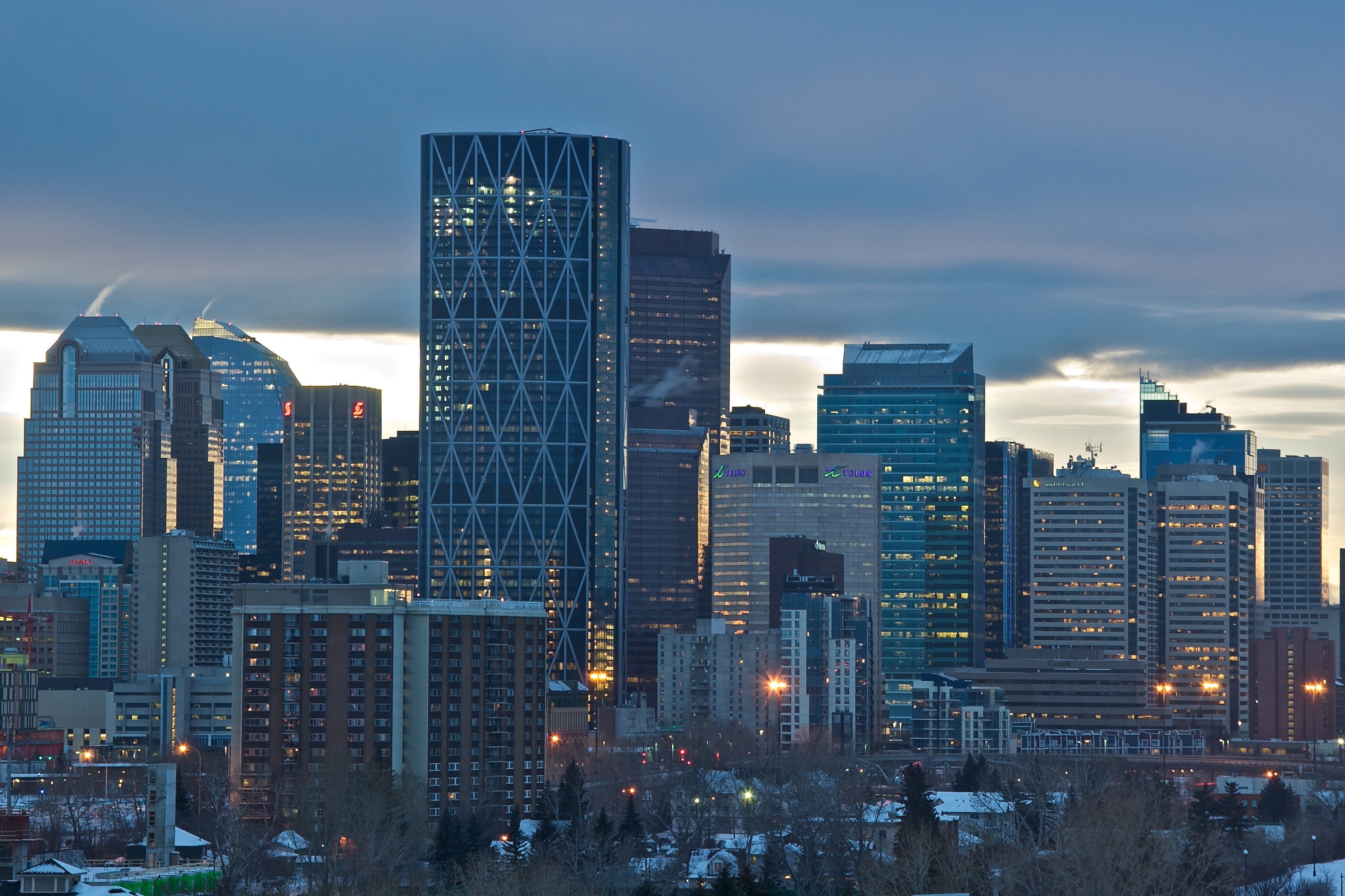
Centro financeiro de Calgary no pôr do sol.

O Instituto Fraser afirma que Alberta também tem níveis muito altos de liberdade econômica e classifica a província de Alberta como tendo a economia mais livre do Canadá, e a segunda economia mais livre entre os estados dos Estados Unidos e províncias canadenses. O governo de Alberta investiu seus lucros com sabedoria, em 30 de setembro de 2013, as estatísticas oficiais informaram que o governo possuía quase 500 propriedades.
Em 2014, as exportações de mercadorias totalizaram $ 121,4 bilhões. As receitas de energia totalizaram $ 111,7 bilhões e as exportações de recursos energéticos totalizaram $ 90,8 bilhões. Receitas de fazenda e caixa de produtos agrícolas totalizaram $ 12,9 bilhões. Os embarques de produtos florestais somaram $ 5,4 bilhões, enquanto as exportações foram de $ 2,7 bilhões. As vendas de manufaturados totalizaram $ 79,4 bilhões, e as indústrias de informação e tecnologia de comunicações de Alberta geraram mais de $ 13 bilhões em receita. No total, o PIB de Alberta em 2014 acumulou $ 364,5 bilhões em dólares de 2007, e $ 414,3 bilhões em dólares de 2015. Em 2015, o PIB de Alberta cresceu apesar dos baixos preços do petróleo, no entanto, era instável, com taxas de crescimento de 4,4% e 0,2%. Se o PIB permanecer em uma média de 2,2% nos dois últimos trimestres de 2015, o PIB de Alberta deve ultrapassar os $ 430 bilhões até o final de 2015. No entanto, uma pesquisa da RBC Economics prevê que o crescimento real do PIB de Alberta seja de apenas 0,6% nos últimos dois trimestres de 2015. Esta estimativa prevê um crescimento real do PIB de apenas 1,4% para 2015. Um crescimento positivo é previsto em 10,8% do PIB nominal, e possivelmente acima de 11% em 2016.

### Indústria

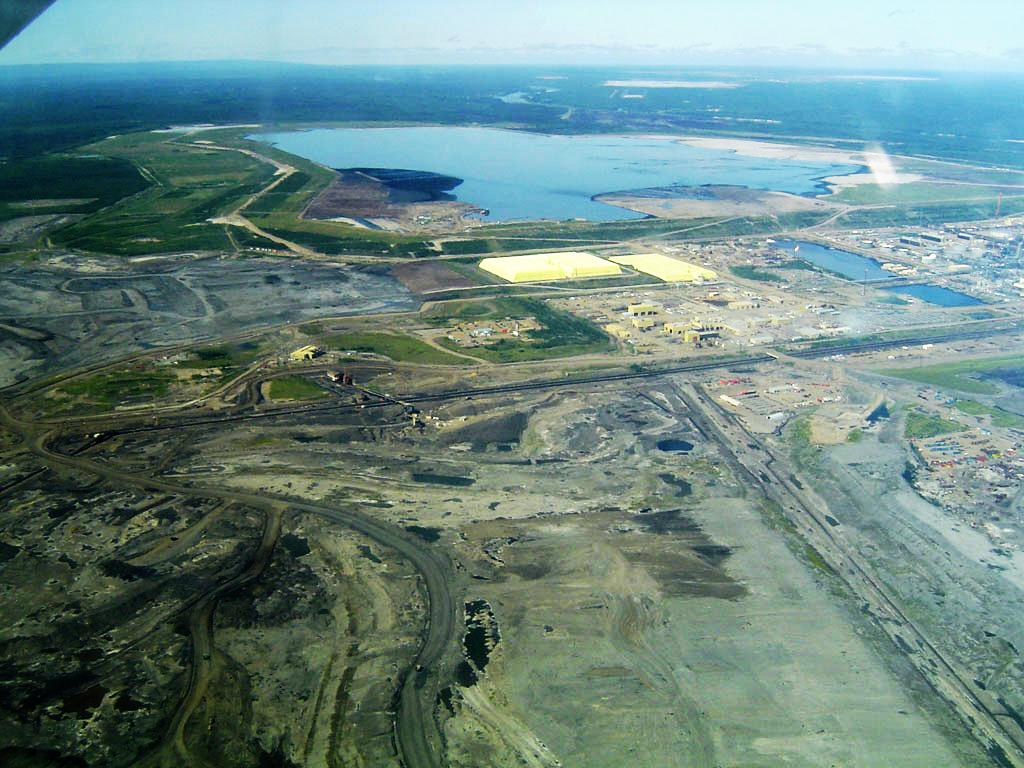
Mina do Lago Mildred e as areias betuminosas de Athabasca.

Alberta é a maior produtora de petróleo convencional, petróleo bruto sintético, gás natural e produtos gasosos no Canadá. Alberta é a segunda maior exportadora mundial de gás natural e a quarta maior produtora. Dois dos maiores produtores de petroquímicos na América do Norte estão localizados na região central e norte-central de Alberta. Em Red Deer e Edmonton, os fabricantes de polietileno e vinil produzem produtos que são enviados para todo o mundo. As refinarias de petróleo de Edmonton fornecem as matérias-primas para uma grande indústria petroquímica a leste de Edmonton.
As areias betuminosas do Athabasca que cercam Fort McMurray estimaram reservas de petróleo não convencionais aproximadamente iguais às reservas de petróleo convencionais do resto do mundo, estimadas em 1,6 trilhão de barris (254 km3). Muitas empresas empregam tanto a extração convencional de tiras como métodos não convencionais in situ para extrair o betume das areias betuminosas. No final de 2006, havia mais de $ 100 bilhões em projetos nas areia betuminosa em construção ou nos estágios de planejamento no nordeste de Alberta.
Outro fator que determina a viabilidade da extração de óleo das areias betuminosas é o preço do petróleo. O aumento do preço do petróleo desde 2003 tornou rentável a extração desse petróleo, que no passado daria pouco lucro ou mesmo uma perda. Em meados de 2014, no entanto, o aumento dos custos e a estabilização dos preços do petróleo estavam ameaçando a viabilidade econômica de alguns projetos. Um exemplo disso foi o arquivamento do Joslyn North Project na região de Athabasca em maio de 2014.
Com um esforço concertado e apoio do governo provincial, várias indústrias de alta tecnologia encontraram seu nascimento em Alberta, notadamente patentes relacionadas a sistemas interativos de exibição de cristal líquido. Com uma economia em crescimento, Alberta tem várias instituições financeiras que lidam com fundos civis e privados.

### Agricultura e florestamento

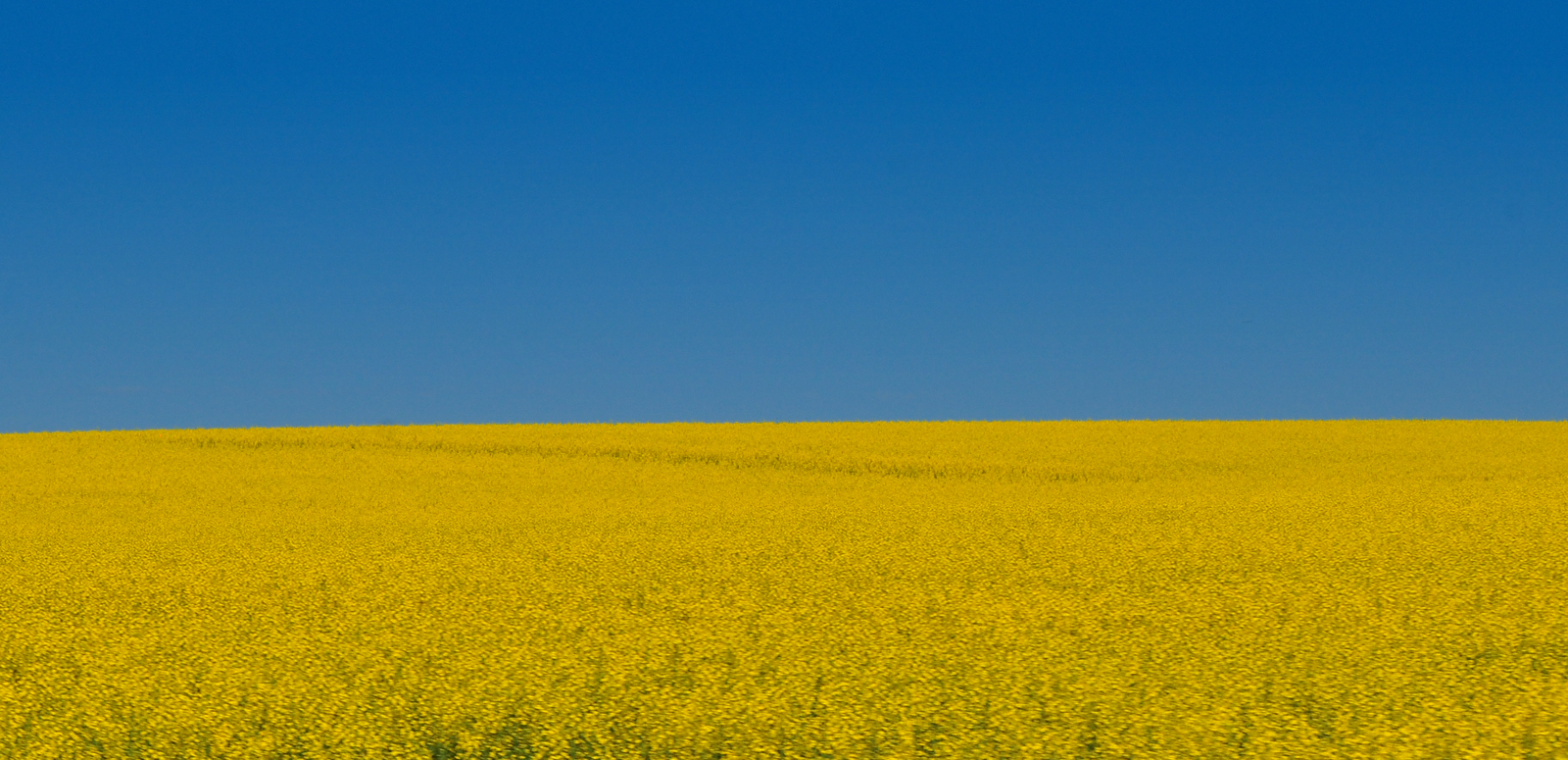
Campos de canola amarelos distintos.

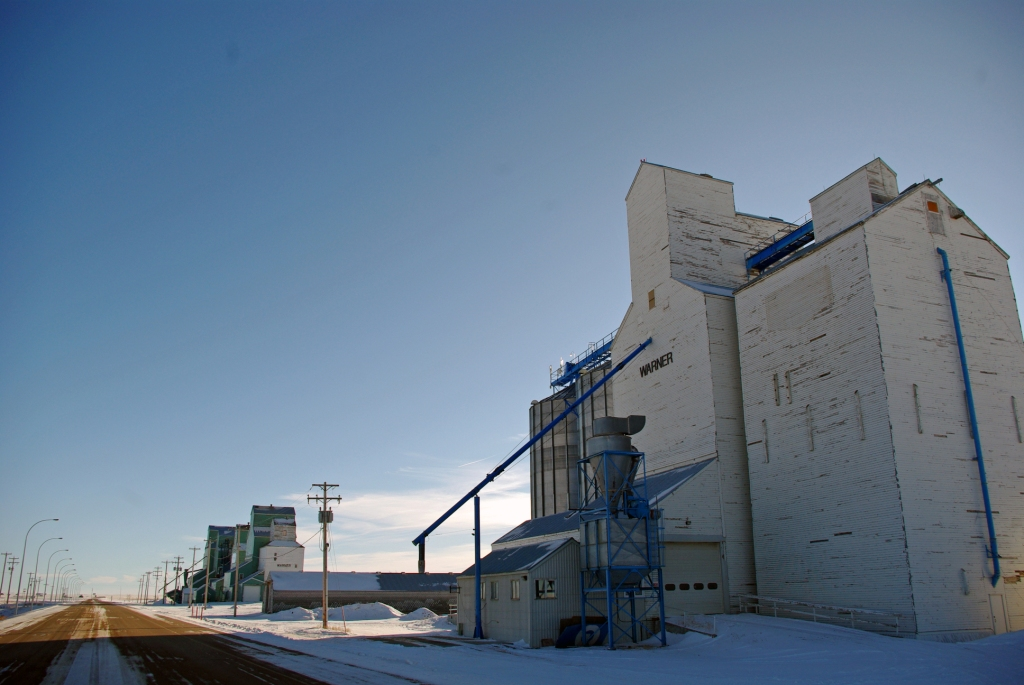
A fila de elevadores da Warner, a última fila de elevadores sobreviventes em Alberta, atualmente desprotegida.

A agricultura tem uma posição significativa na economia da província. A província tem mais de três milhões de cabeças de gado e a carne bovina de Alberta tem um mercado mundial saudável. Quase metade de toda a carne bovina canadense é produzida na província de Alberta. Alberta é uma das maiores produtoras de bisontes para o mercado consumidor. Ovelhas com lã e carneiro também são criados.
O trigo e a canola são culturas agrícolas primárias, com Alberta liderando as províncias na produção de trigo de primavera; outros grãos também são proeminentes. Grande parte da agricultura é a agricultura de sequeiro, muitas vezes com estações de pousio intercaladas com o cultivo. O cultivo contínuo (no qual não há estação de pousio) está gradualmente se tornando um modo de produção mais comum devido ao aumento dos lucros e à redução da erosão do solo. Em toda a província, o elevador de grãos, que antes era comum, está sendo perdido lentamente, à medida que as linhas de trem estão diminuindo; os fazendeiros geralmente transportam o grão para os pontos centrais.
Alberta é a principal província de apicultura do Canadá, com alguns apicultores invernando as colmeias em celeiros especialmente projetados no sul de Alberta, migrando para o norte durante o verão no vale do Rio Peace, onde a estação é curta, mas os dias de trabalho são longos para as abelhas produzirem mel. A canola híbrida também requer polinização por abelhas, e alguns apicultores atendem a essa necessidade.
A silvicultura desempenha um papel vital na economia de Alberta, fornecendo mais de 15 000 empregos e contribuindo com bilhões de dólares anualmente. Usos para a madeira colhida incluem madeira para celulose, madeira dura, madeira projetada e bioprodutos, como produtos químicos e biocombustíveis. Recentemente, os Estados Unidos foram o maior importador de madeira dura e madeira para celulose de Alberta e do Canadá, apesar de continuar a negociar com os Estados Unidos, Alberta tem tido interesse em aumentar o foco nos mercados asiáticos.

### Turismo

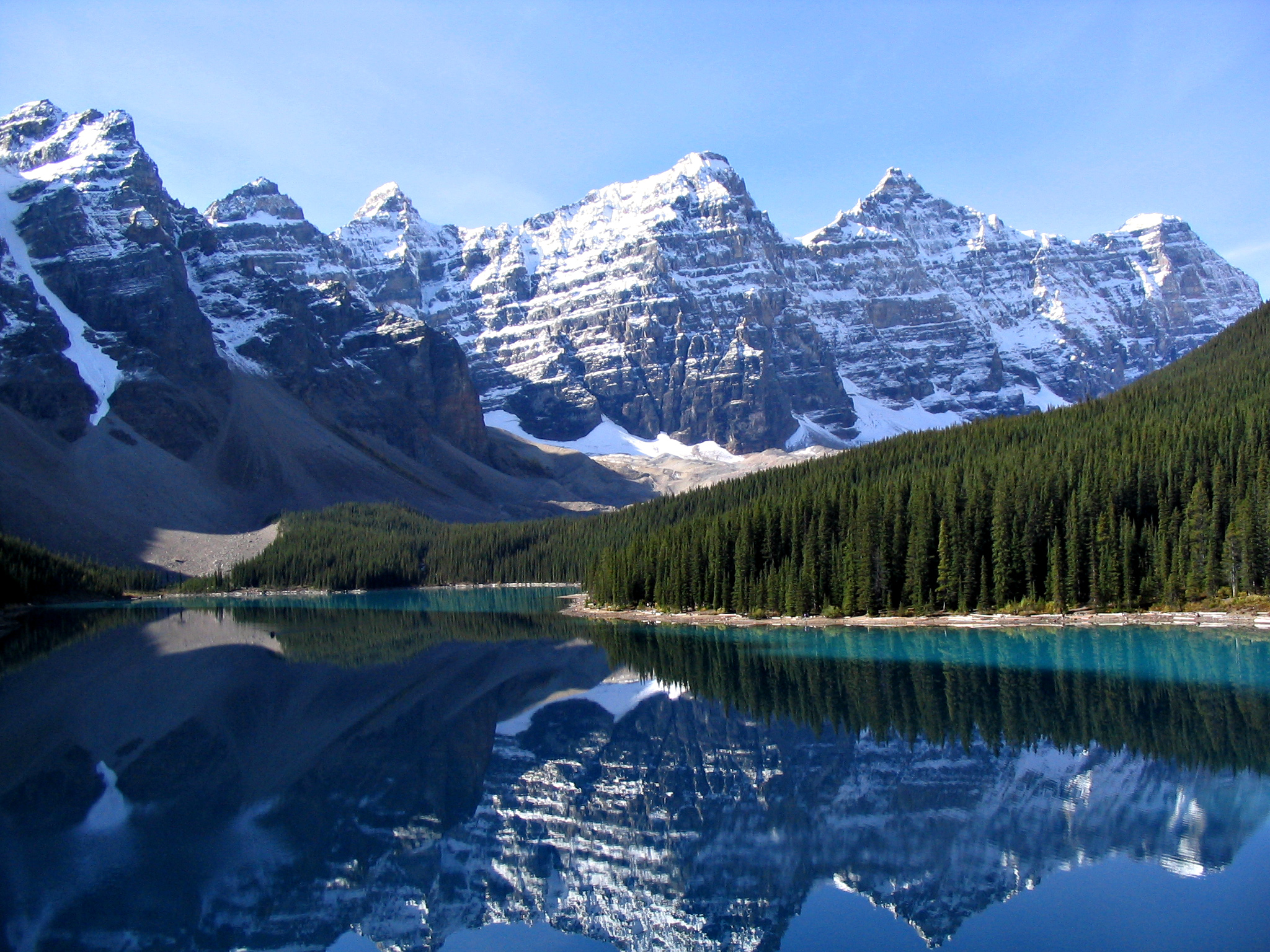
Lago Moraine e o Vale dos Dez Picos.

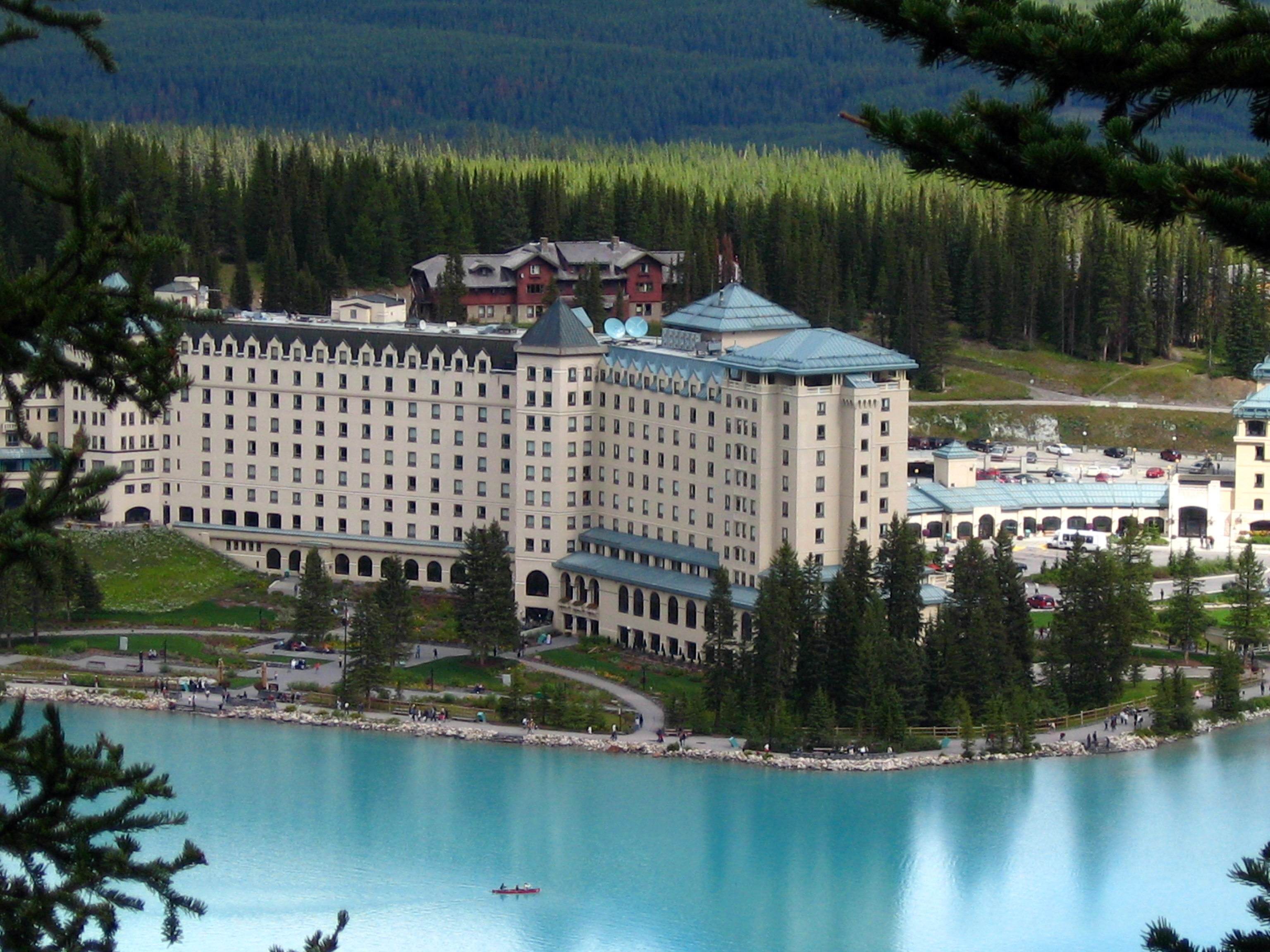
Château Lake Louise.

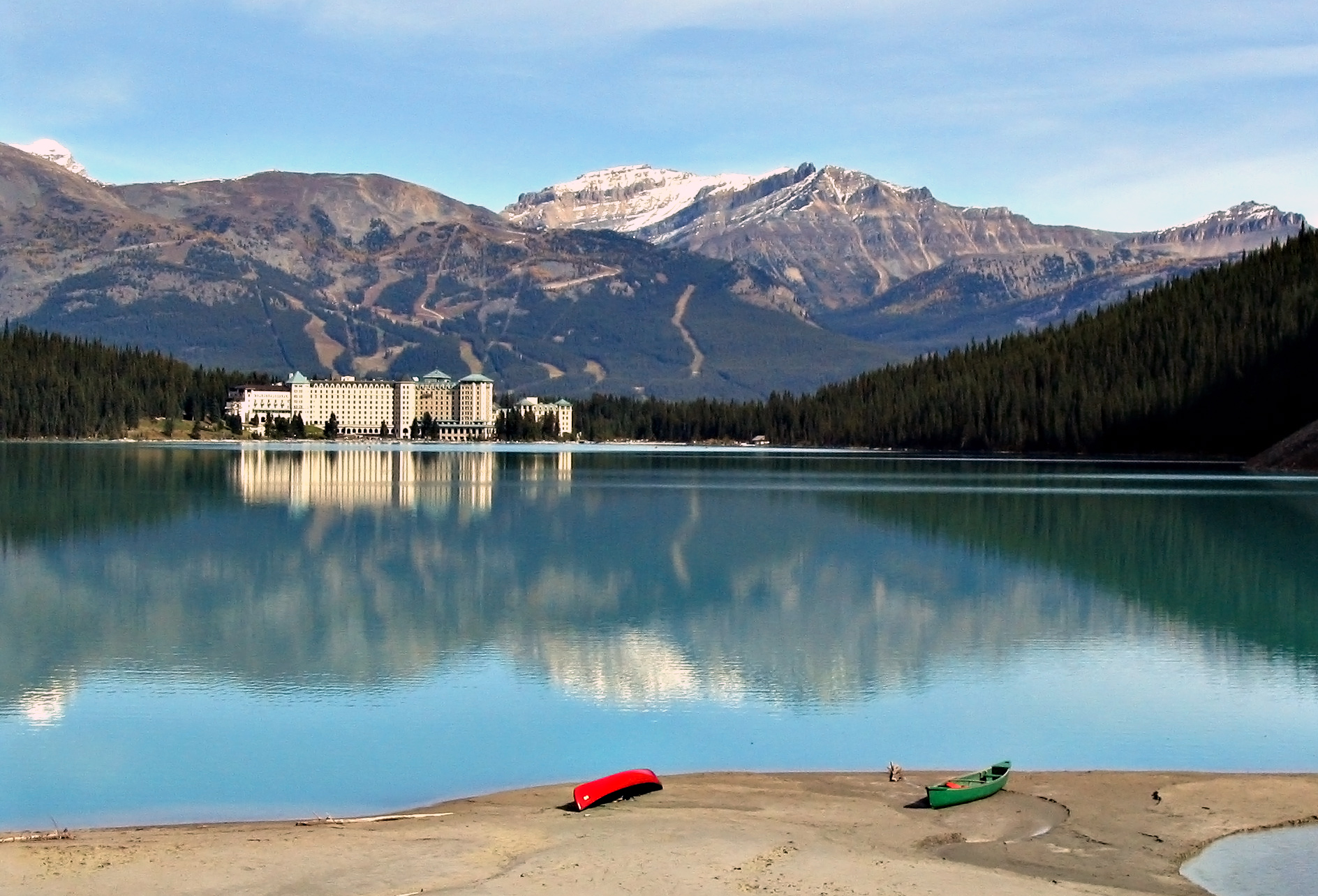
Lago Louise e o Château Lake Louise.

Alberta tem sido um destino turístico desde os primeiros dias do século XX, com atrações que incluem locais ao ar livre para esquiar, caminhar e acampar, compras locais no West Edmonton Mall (segundo maior shopping center do mundo), Calgary Stampede, festivais ao ar livre, eventos esportivos profissionais, competições esportivas internacionais como os Jogos da Commonwealth e os Jogos Olímpicos, bem como atrações mais ecléticas. Há também atrações naturais como o Parque Nacional Elk Island, o Parque Nacional Wood Buffalo e o Columbia Icefield.
De acordo com o Alberta Economic Development, Calgary e Edmonton hospedam mais de quatro milhões de visitantes anualmente. Banff, Jasper e as Montanhas Rochosas são visitados por cerca de três milhões de pessoas por ano. O turismo em Alberta depende muito dos turistas do sul de Ontário, bem como turistas de outras partes do Canadá, dos Estados Unidos e de muitos outros países.
As Montanhas Rochosas de Alberta incluem destinos turísticos conhecidos como o Parque Nacional de Banff e o Parque Nacional Jasper. Os dois parques de montanha são conectados pela cênica Icefields Parkway. Banff está localizado a 128 km a oeste de Calgary, e Jasper está localizada a 366 km a oeste de Edmonton. Cinco dos quatorze Patrimônios Mundiais da UNESCO no Canadá estão localizados na província de Alberta: Parques Canadenses de Montanhas Rochosas, Parque Internacional da Paz de Waterton-Glacier, Parque Nacional Wood Buffalo, Parque Provincial dos Dinossauros e o Precipício de Bisontes de Head-Smashed-In.
Cerca de 1,2 milhão de pessoas visitam o Calgary Stampede, uma celebração do próprio oeste selvagem canadense e da indústria pecuária. Cerca de 700 000 pessoas desfrutam dos K-Days de Edmonton. A cidade de Edmonton era a porta de entrada para a única rota canadense até os campos de ouro do território de Yukon, e a única rota que não exigia que os que buscavam ouro viajassem pela exaustiva e perigosa passagem de Chilkoot.
Outro destino turístico que atrai mais de 650 mil visitantes por ano é o Drumheller Valley, localizado a nordeste de Calgary. Drumheller, "Capital Mundial dos Dinossauros", oferece o Museu Real de Tyrrell de Paleontologia. Drumheller também teve uma rica história de mineração, sendo uma das maiores produtoras de carvão do Oeste do Canadá durante os anos de guerra.
Localizada no centro-leste de Alberta está a Alberta Prairie Railway Excursions, uma atração turística popular operada fora de Stettler, que oferece excursões de trem para a pradaria e atende a dezenas de milhares de visitantes todos os anos.
Alberta tem inúmeras estâncias de esqui, com destaque para Sunshine Village, Lago Louise, Marmot Basin, Norquay e Nakiska.

## Política

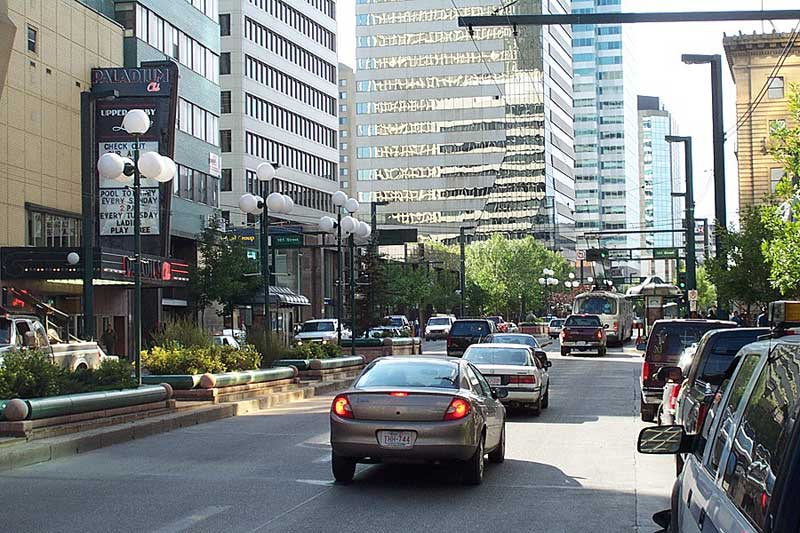
A avenida Jasper é o centro de escritórios de Edmonton e os centros financeiros.

O tenente-governador representa o Rei Charles III como Chefe de Estado de Alberta. O chefe do governo, em prática, e também maior oficial do Poder Executivo da província, é o Premier, governador ou primeiro-ministro em português, a pessoa que lidera o partido político com mais cadeiras na Assembleia Legislativa. O Premier de Alberta preside sobre um Conselho Executivo, que é o Gabinete da província. O gabinete é formado por cerca de 25 diferentes ministros, que administram diferentes departamentos (economia, educação, etc). Tanto o Premier quanto os membros do gabinete renunciam caso percam o suporte da maioria dos membros do poder Legislativo de Alberta. O Poder Legislativo de Alberta é a Assembleia Legislativa, que é composta por 83 membros. O Alberta está dividido em 83 distritos eleitorais diferentes.

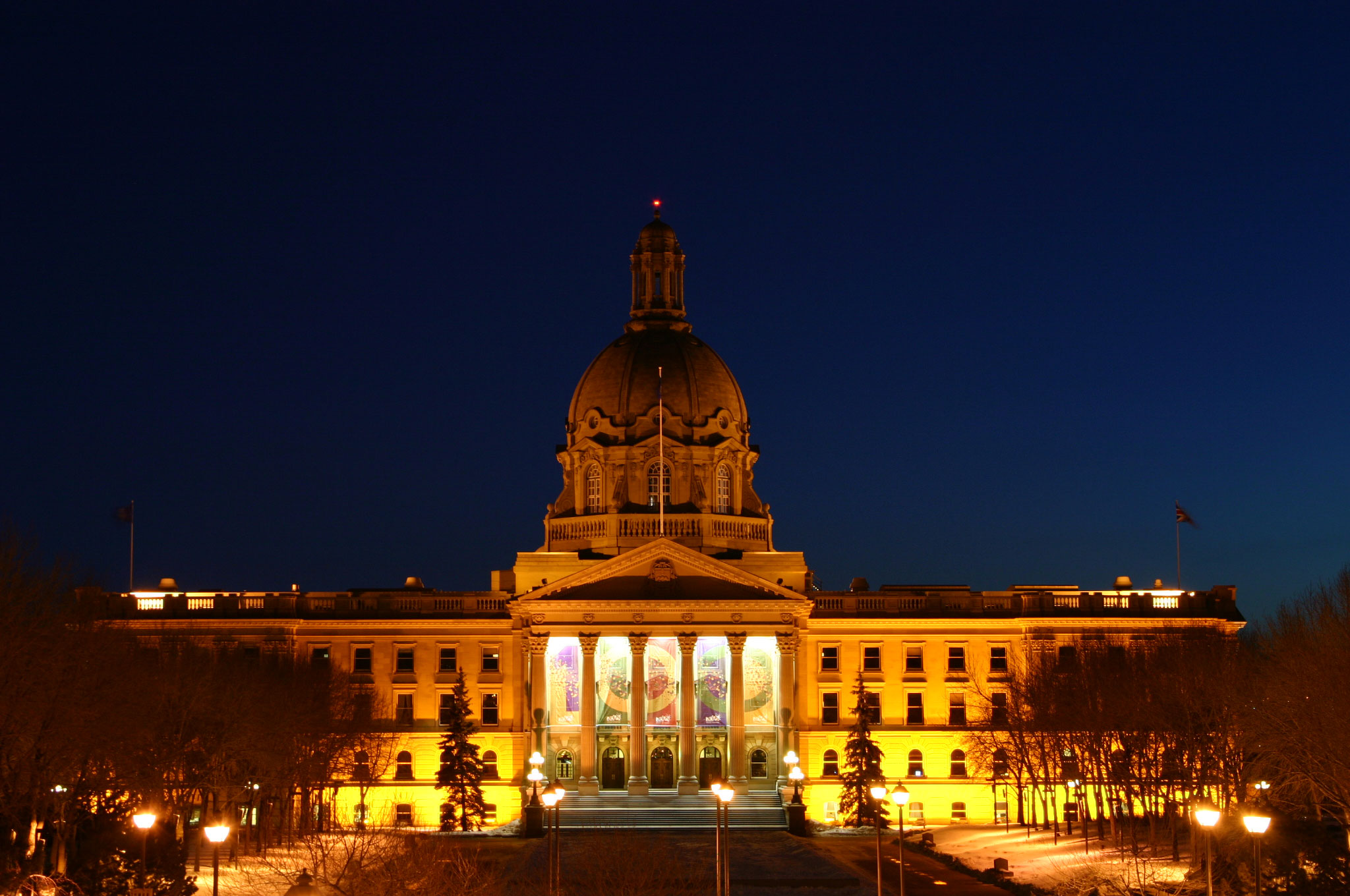
Assembleia Legislativa de Alberta, em Edmonton, a capital política de Alberta.

 A população de cada um destes distritos escolhe um membro que atuará como representante do distrito na Assembleia, para mandatos de até cinco anos de duração. Se o Tenente-Governador dissolver a Assembleia antes destes cinco anos, a pedido do governador, todos precisam concorrer às eleições novamente. Não há limite de termos que uma pessoa pode exercer.
A maior corte do Poder Judiciário de Alberta é a Court of Appeal of Alberta. Esta é composta de um juiz-chefe e de outros 12 juízes. A Court of Queens's Bench é a segunda maior corte da província, e é composta por 61 juízes diferentes. Esta analisa primariamente crimes hediondos. A Corte Provincial de Alberta é a terceira maior corte da província, e é composta por 109 juízes. Todos os juízes da Court of Appeal e da Court of Queen's Bench são escolhidos pelo governador de Alberta e aprovados simbolicamente pelo Tenente-Governador. Os juízes continuam a exercer seus ofícios até os 75 anos de idade.
O Alberta está dividido em 64 municipalidades rurais, 15 cidades primárias, 110 cidades secundárias e 157 vilas. As cidades são governadas por um prefeito e por um conselho de sete membros, eleito pela população para mandatos de até três anos de duração. Nas vilas, os eleitores elegem três ou cinco membros para mandatos de até três anos de duração. Todo ano, um dos membros do conselho é escolhido pelos membros do dado conselho para ser prefeito da vila. O sistema de governo das 64 municipalidades rurais é semelhante ao sistema de governo das vilas.
Impostos são responsáveis por cerca de 92% de toda a receita do orçamento do governo de Alberta. O restante vem de verbas recebidas do governo federal e de empréstimos. O Alberta é a única província canadense que não possui imposto de renda, graças aos royalties que recebe na extração de petróleo, gás natural e outros recursos naturais.
Politicamente, o Alberta é uma província conservadora. O Partido Progressista Conservador (atual Partido Conservador) domina politicamente a província desde 1971. O Alberta é atualmente o maior eleitorado do Partido Conservador. Todos as 28 cadeiras que a província possui direito na Câmara dos Comuns são atualmente ocupadas por conservadores. Um deles é Steven Harper, o atual Primeiro-Ministro do Canadá, de Calgary.
Antes de 1971, outros três partidos políticos estiveram no poder: o Partido Liberal dominou a província até 1921. Baixos preços do trigo fizeram com que a população elegesse os Fazendeiros Unidos de Alberta em 1921, que permaneceram no poder até 1935. Com a Grande Depressão da década de 1930, o Partido do Crédito Social subiu ao poder em 1935, controlando o governo da província até 1971.

## Educação

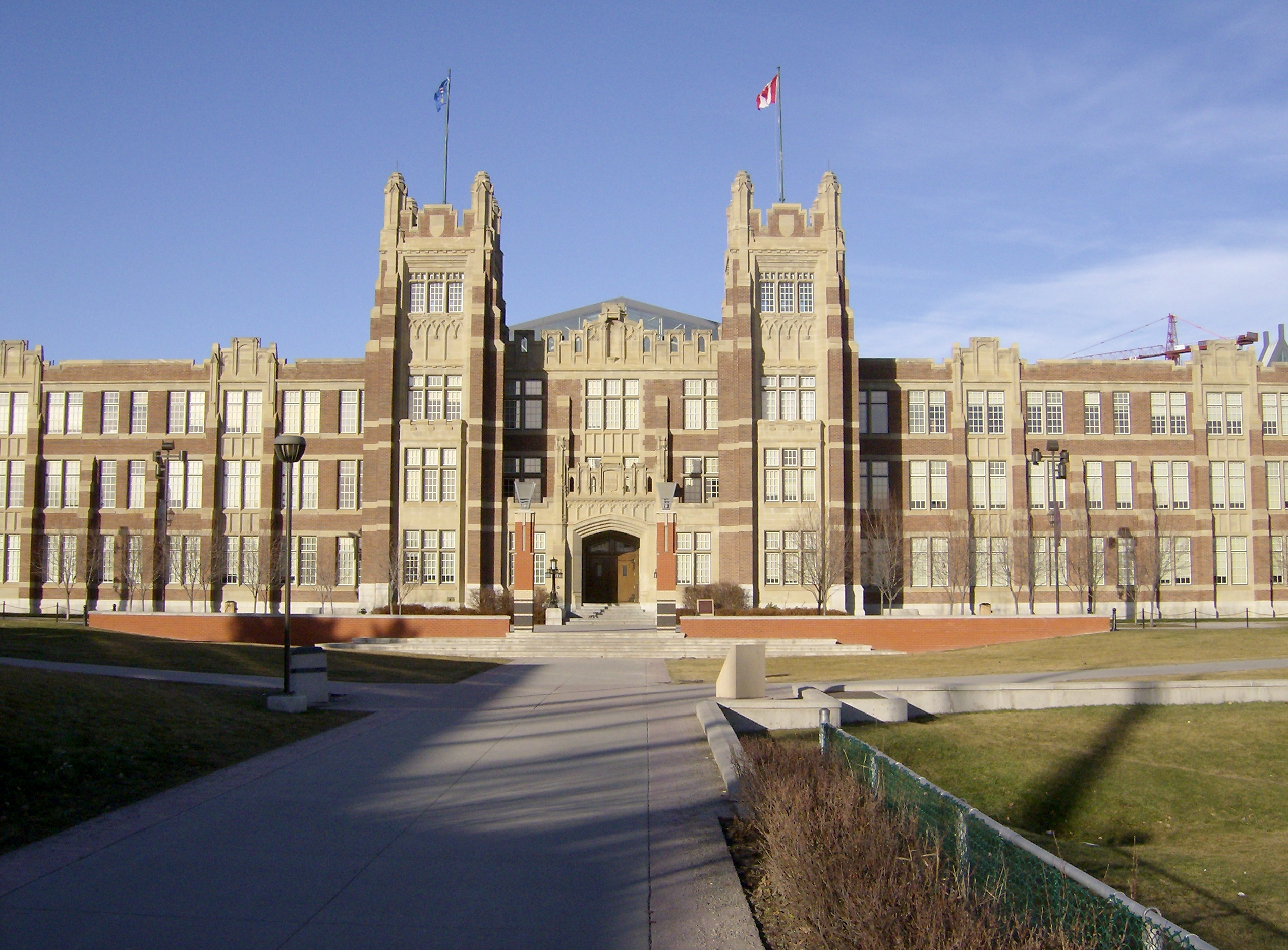
Edifício do Instituto de Tecnologia do Sul de Alberta.

A educação em Alberta é fornecida através do financiamento do governo provincial. A forma mais antiga de educação formal em Alberta é geralmente a pré-escolar que não é obrigatória e é seguida pelo jardim de infância parcialmente obrigatório até o 12º ano. É administrado pelo Ministério da Educação, que dividiu a província em 379 autoridades escolares. O ensino superior na província é orientado pela Alberta Advanced Education.
Alberta tem um sistema educacional bem desenvolvido que é conhecido por ser um dos melhores sistemas educacionais do Canadá e do mundo. Também tem tido um bom desempenho histórico em testes de classificação internacional, no entanto, recentemente, as pontuações têm diminuído em algumas áreas, causando preocupações quanto a qualidade da educação na província.

### Ensino primário
Há quarenta e duas jurisdições de escolas públicas em Alberta e dezessete unidades em jurisdições escolares separadas. Dezesseis das jurisdições escolares operacionais em funcionamento têm um eleitorado católico e uma (em St. Albert) tem um eleitorado protestante. Além disso, um distrito escolar protestante separado, Glen Avon, sobrevive como uma ala da Região de Educação de St. Paul. A cidade de Lloydminster atravessa a fronteira entre Alberta e Saskatchewan, e os sistemas escolares públicos e separados nessa cidade são contados nos números acima: ambos operam de acordo com a lei de Saskatchewan.
Por muitos anos, o governo provincial financiou a maior parte do custo da educação de ensino fundamental e médio. Antes de 1994, os conselhos escolares públicos e separados em Alberta tinham a autoridade legislativa para cobrar um imposto local sobre a propriedade como um apoio suplementar à educação local. Em 1994, o governo da província eliminou esse direito para os conselhos de escolas públicas, mas não para conselhos escolares separados. Desde 1994, continuou a haver um imposto sobre a propriedade em apoio à educação básica; a diferença é que a taxa é agora definida pelo governo provincial, o dinheiro é recolhido pela autoridade municipal local e remetido ao governo provincial. A legislação relevante exige que todo o dinheiro arrecadado por este imposto sobre a propriedade deve ir para o apoio da educação de ensino fundamental e médio fornecida pelos conselhos escolares. O governo provincial agrupa os fundos do imposto sobre a propriedade de toda a província e os distribui, de acordo com uma fórmula, para jurisdições escolares públicas e separadas e autoridades francófonas.
Conselhos escolares públicos e separados, escolas autônomas e escolas particulares seguem o Programa de Estudos e o currículo aprovado pelo departamento provincial de educação. Os tutores e adeptos do homeschooling podem optar por seguir o Programa de Estudos ou desenvolver seu próprio Programa de Estudos. Escolas públicas e separadas, escolas autônomas e escolas privadas aprovadas empregam professores que são certificados pela Alberta Education, eles administram Testes Provinciais de Conquistas e Exames de Diploma estabelecidos pela Alberta Education, e podem conceder certificados de conclusão do ensino médio endossados pela Alberta Education.

### Universidades

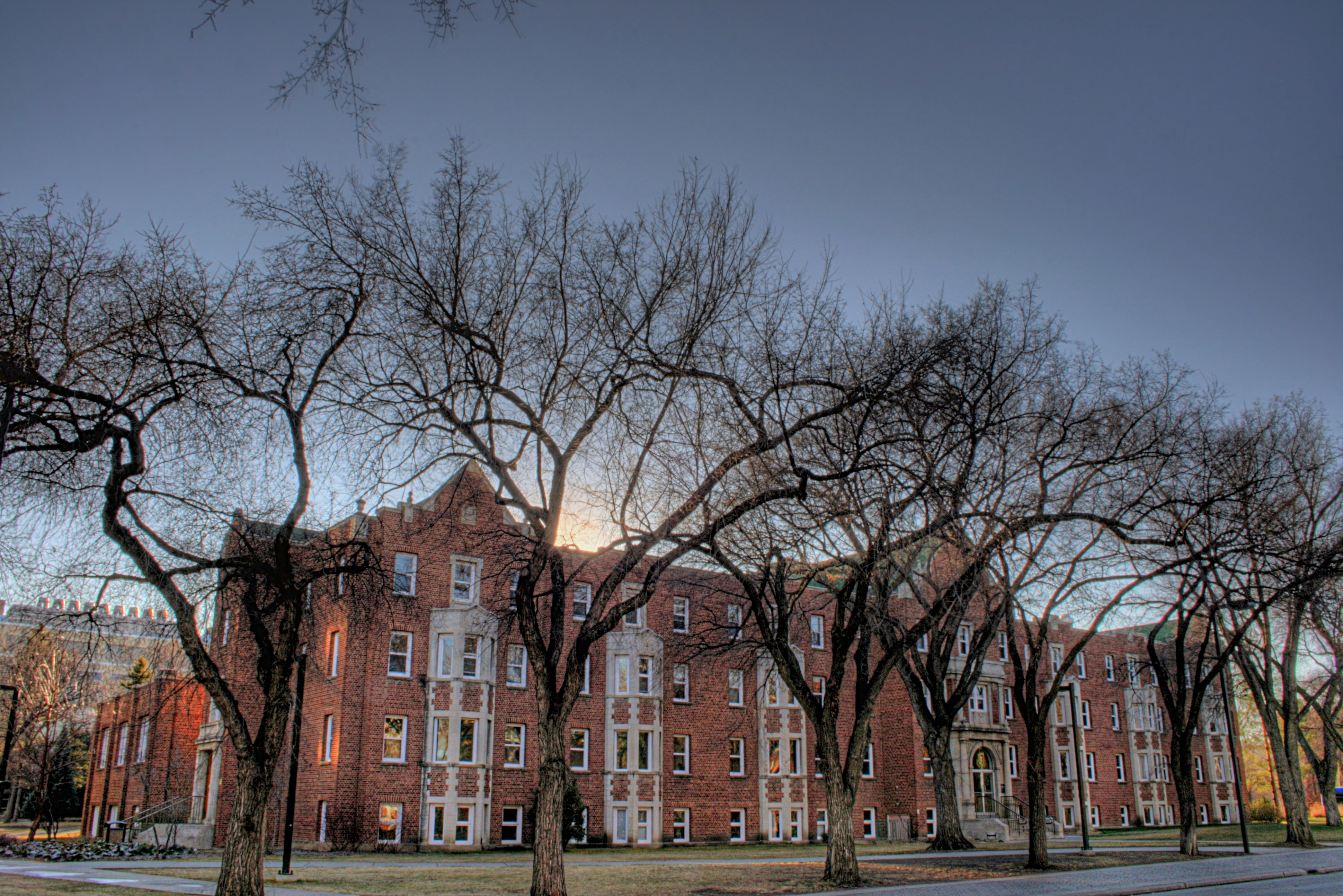
St. Joseph's College na Universidade de Alberta.

A Universidade de Alberta, localizada em Edmonton e fundada em 1908, é a maior e mais antiga universidade de Alberta. A Universidade de Calgary, uma vez afiliada à Universidade de Alberta, conquistou sua autonomia em 1966 e hoje é a segunda maior universidade da província. A Universidade de Athabasca, que se concentra no ensino à distância, e a Universidade de Lethbridge estão localizadas nas cidades de Athabasca e Lethbridge, respectivamente.
No início de setembro de 2009, a Universidade Mount Royal tornou-se a segunda universidade pública de Calgary, e no final de setembro de 2009, um movimento similar tornou a Universidade MacEwan a segunda universidade pública de Edmonton. Há 15 faculdades que recebem financiamento público direto, juntamente com dois institutos técnicos, o Instituto de Tecnologia do Norte de Alberta e o Instituto de Tecnologia do Sul de Alberta. Duas das faculdades, Red Deer College e Grande Prairie Regional College, foram aprovadas pelo governo de Alberta para se tornarem universidades de concessão de grau.
Há também muitas instituições privadas pós-secundárias, principalmente universidades cristãs, elevando o número total de universidades para 12. Os estudantes também podem receber empréstimos e subsídios do governo enquanto frequentam instituições privadas selecionadas. Houve alguma controvérsia nos últimos anos sobre o aumento do custo do ensino pós-secundário para os estudantes (em oposição aos contribuintes). Em 2005, o premier de Alberta, Ralph Klein prometeu que iria congelar as mensalidades e procurar formas de reduzir os custos da escolarização.

## Transportes

### Rodovias

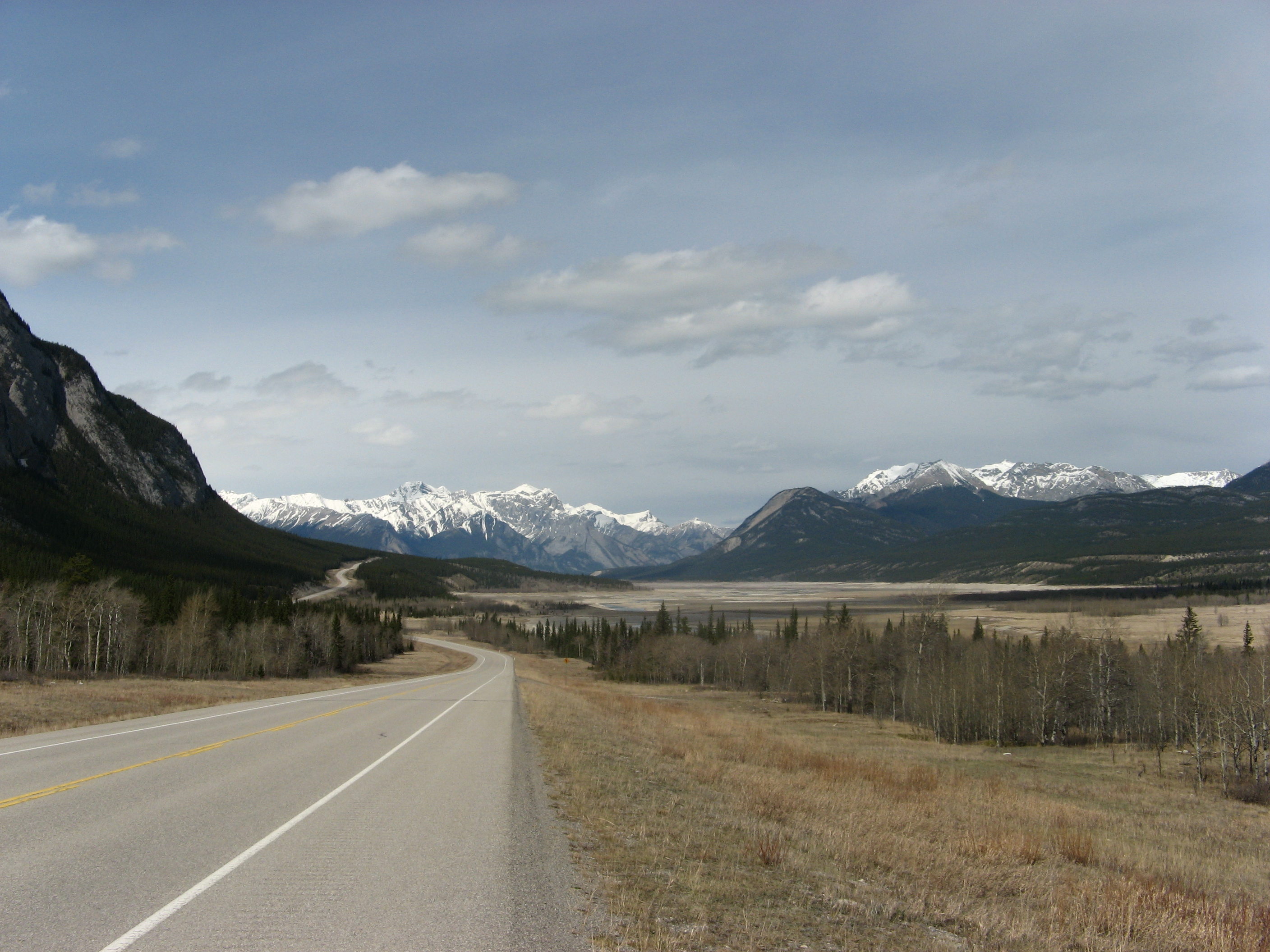
Rodovia 11 de Alberta, além do Parque Nacional de Banff.

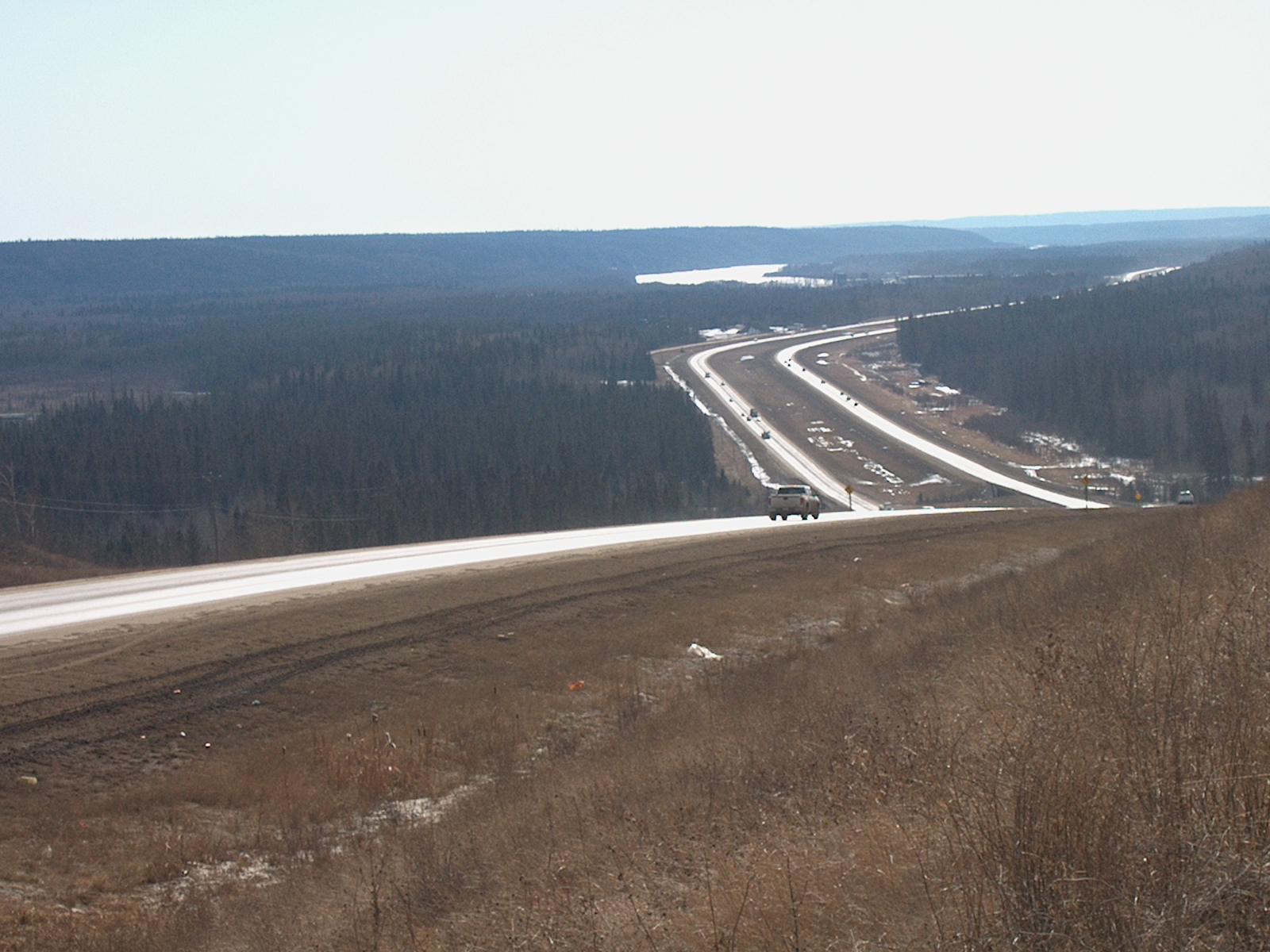
Rodovia 63 de Alberta ao norte de Fort McMurray.

Alberta tem mais de 181 mil quilômetros de rodovias e estradas, das quais quase 41 mil quilômetros são pavimentados. O principal corredor norte-sul é a rodovia 2, que começa ao sul de Cardston no cruzamento da fronteira de Carway e faz parte do Corredor da CANAMEX. A rodovia 4, que efetivamente estende a rodovia interestadual 15 até Alberta e é a porta de entrada mais movimentada dos Estados Unidos para a província, começa na fronteira de Coutts e termina em Lethbridge. A rodovia 3 une Lethbridge a Fort Macleod e liga a rodovia 2 à rodovia 4. A rodovia 2 viaja para o norte através de Fort Macleod, Calgary, Red Deer e Edmonton.
Ao norte de Edmonton, a rodovia continua até Athabasca, depois para noroeste ao longo da costa sul do Pequeno Lago do Escravo até High Prairie, ao norte até Peace River, oeste até Fairview e finalmente ao sul até Grande Prairie, onde termina em um trevo com a rodovia 43. A seção da rodovia 2 entre Calgary e Edmonton foi nomeada como a "estrada da rainha Elizabeth II" para comemorar a visita da monarca em 2005. A rodovia 2 é complementada por mais duas rodovias paralelas: a rodovia 22, a oeste da rodovia 2, conhecida como Cowboy Trail, e a rodovia 21, a leste da rodovia 2. A rodovia 43 viaja para o noroeste, em Grande Prairie e Peace River Country. A rodovia 63 viaja para nordeste até Fort McMurray, a localização das areias betuminosas de Athabasca.
Alberta tem dois corredores principais leste-oeste. O corredor sul, parte do sistema Rodoviário Trans-Canadá, que entra na província perto de Medicine Hat, corre para o oeste através de Calgary e deixa Alberta através do Parque Nacional de Banff. O corredor norte, também parte da rede Trans-Canadá é conhecido como Yellowhead Highway (rodovia 16), corre para o oeste de Lloydminster no leste de Alberta, passando por Edmonton e pelo Parque Nacional Jasper até a Colúmbia Britânica. Um dos passeios mais belos é ao longo do Icefields Parkway, que tem 228 quilômetros entre Jasper e e o Lago Louise, com cadeias de montanhas e geleiras de ambos os lados de todo o seu comprimento. Um terceiro corredor se estende pelo sul de Alberta. A rodovia 3 passa entre Crowsnest Pass e Medicine Hat através de Lethbridge e forma a porção leste da Crowsnest Highway. Outro corredor importante através do centro de Alberta é a rodovia 11 (também conhecida como a David Thompson Highway), que segue para leste a partir da travessia do rio Saskatchewan no Parque Nacional de Banff através da Rocky Mountain House e Red Deer, conectando com a rodovia 12 a 20 quilômetros a oeste de Stettler. A rodovia liga muitas das pequenas cidades do centro de Alberta a Calgary e Edmonton, ao atravessar a rodovia 2 a oeste de Red Deer.
Trechos urbanos das principais rodovias e estradas de Alberta são frequentemente chamados de Trilhas. Por exemplo, a rodovia 2, principal rodovia norte-sul da província, é chamada de Trilha Deerfoot quando passa por Calgary, mas se torna Trila de Calgary (para o tráfego sul) e Gateway Boulevard (para o tráfego norte) quando entra em Edmonton e se transforma em Trilha St. Albert, uma vez que deixa Edmonton para a cidade de St. Albert. Calgary, em particular, tem uma tradição de chamar seus maiores trechos de vias expressas urbanas e nomear muitos delas em homenagem a tribos indígenas proeminentes das Primeiras Nações, como a Trilha Crowchild, Trilha Deerfoot e a Trilha Stoney.

### Ferrovias
Há mais de 9.000 quilômetros de linhas ferroviárias principais operando em Alberta. A grande maioria destas pertence à Canadian Pacific Railway (CP) e às companhias da Canadian National Railway (CN), que operam cargas ferroviárias em toda a província. O serviço adicional de transporte ferroviário na província é fornecido por duas ferrovias de linhas curtas: a Ferrovia Battle River e a Ferrovia Forty Mile Rail. Os trens de passageiros incluem os trens canadenses da Via Rail (Toronto–Vancouver) ou Jasper–Prince Rupert, que usam a linha principal da CN e passam pelo Parque Nacional Jasper e paralelamente à rodovia Yellowhead durante pelo menos parte de suas rotas. O Rocky Mountaineer opera duas seções: uma de Vancouver a Banff e Calgary sobre as faixas CP, e uma seção que viaja sobre as faixas CN até Jasper.

### Transporte público

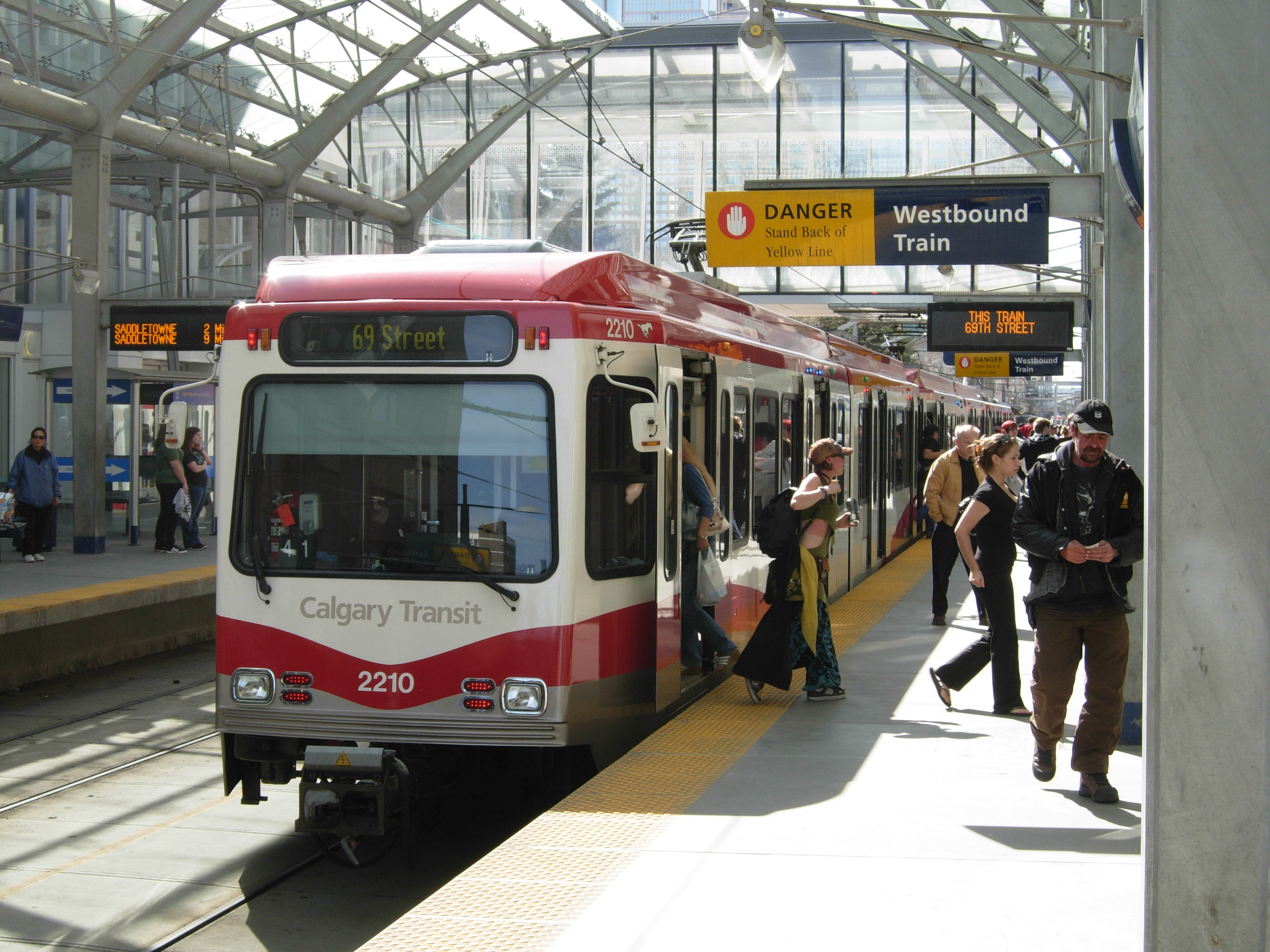
Calgary Transit C-Train.

Calgary, Edmonton, Red Deer, Medicine Hat e Lethbridge têm sistemas substanciais de transporte público. Além de ônibus, Calgary e Edmonton operam sistemas de transporte ferroviário ligeiro (LRT). O Edmonton LRT, que é subterrâneo no centro da cidade e na superfície fora do centro financeiro, foi o primeiro da moderna geração de sistemas ferroviários rápidos a ser construído na América do Norte, enquanto o Calgary C-Train tem um dos maiores números de passageiros diários de qualquer sistema LRT na América do Norte.

### Transporte aéreo
Alberta é bem conectada por via aérea, com aeroportos internacionais em Calgary e Edmonton. O Aeroporto Internacional de Calgary e o Aeroporto Internacional de Edmonton são o quarto e quinto mais movimentados do Canadá, respectivamente. O aeroporto de Calgary é um hub da WestJet Airlines e um hub regional da Air Canada. O aeroporto de Calgary atende principalmente as províncias das pradarias canadenses (Alberta, Saskatchewan e Manitoba) para conexão com voos para a Colúmbia Britânica, leste do Canadá, 15 principais centros americanos, nove aeroportos europeus, um asiático e quatro destinos no México e Caribe. O aeroporto de Edmonton atua como um hub para o norte do Canadá e tem conexões com todos os principais aeroportos canadenses, bem como com os 10 principais aeroportos dos Estados Unidos, 3 aeroportos europeus e 6 aeroportos mexicanos e caribenhos.